# ネイティブ・アメリカン
| ジョセフ・ブラント | シクウォイア         | プッシュマタハ           | ポカホンタス             |
| テカムセ           | Touch the Clouds     | シッティング・ブル       | チャールズ・イーストマン |
| ジョセフ酋長       | マリア・トールチーフ | ビリー・ボウレグス3世    | カリーナ・ロンバード     |
| Diane Humetewa     | ジョン・ヘリントン   | ジャコビー・エルズベリー | リリー・グラッドストーン |

ネイティブ・アメリカン（ネイティヴ・アメリカン、Native Americans）は、アメリカ合衆国の先住民族の総称。1492年にヨーロッパ系白人が現在の北米地域に到達する以前に、現地に居住していた民族の総称である。この集団のアイデンティティ形成には、地域文脈、居住地域における同胞民族の存在、ネイティブアメリカン特別保留地との距離等の要素が関連している。2013年現在、連邦政府が認める部族集団は566、州政府レベルではさらに70の集団が存在するといわれている。
「ネイティブ・アメリカン」や「インディアン」、「アメリカインディアン」などの呼称をめぐっては様々な議論があり、コンセンサスはない（en:Native American name controversyを参照）。アメリカ合衆国において、ネイティブアメリカンにはインディアンの他にもアラスカのエスキモーが含まれ、さらにハワイ先住民や他のアメリカ合衆国領の地域の先住民も含む場合がある。また、アメリカ州の先住民族全体を指して「ネイティブ・アメリカン」という場合もある。
本記事ではアメリカ合衆国の先住民のうち、主に本土のインディアンを扱う。アラスカの先住民についてはアラスカ先住民、ハワイの先住民についてはハワイ先住民を参照されたい。以下、本記事では「インディアン」を用いることが多いが、本記事の「インディアン」は「アメリカ合衆国本土のインディアン」を指している。
白人、主にキリスト教徒によって行われたインディアン戦争に代表される北米植民地戦争によって大量虐殺、民族浄化、強制移住が行われた。これらの戦争の影響により、インディアンは今日でも貧困やアルコール依存症などの問題に苦しみ続けている。また、インディアンは現在もブラックヒルズなど白人に奪われた土地の返還を求めているが、アメリカ合衆国政府や政府を支持する人々は土地の返還を表明していない。

## 概要

### 人類学的特徴
ネイティブ・アメリカンのY染色体ハプログループはハプログループQが大半を占めている。Q系統はケット人やセリクプ人などのシベリアの一部でも見られるが、ユーラシア大陸ではあまり見られない系統である。その他、ナデネ語族を話す民族には、ハプログループC2 (Y染色体)も認められる。
ミトコンドリアDNAハプログループはA、B、C、D、Xが見られる。
殆どの遺伝子タイプが北アジアや東アジアと共通していることから、ネイティブアメリカンの祖先がシベリアからベーリンジアを通って移住してきたことは確実である。その年代には諸説あり、複数波が存在したとする見方もある。一方で北米東部ではかなりの頻度で欧州に多いY染色体-R、mtDNA-Xが観察されることから、有史以前のある時期にヨーロッパから直接移住が存在した可能性も指摘されている。
北部の部族は肌の色が赤黒く鼻筋が通り高く盛り上がっておりワシ鼻である人が多い。また大航海時代以降は、ヨーロッパ人との混血、アフリカ黒人との混血が進んだ部族も多い。

### 口承文化と言語
インディアンの歴史は口承文化の伝統とアートワークによって受け継がれてきたため、最初の文書による歴史は、ヨーロッパ系の白人によって、もたらされた。固有の言語はアメリカ先住民諸語である。英語のみを話す人々も増加傾向にある。

### 人口
2010年の国勢調査では約309万人。部族ごとに見ると、多くの人口を持つ部族はナバホ、チェロキー、チョクトー、スー、チペワ、アパッチ、ラムビー、ブラックフット、イロコイ、そしてプエブロである。
ニューヨークは全米の都市の中で最も多くのインディアンが住み、2014年には、22万8000人 ものインディアン（モホーク族やモヒカン族など）がニューヨークで暮らしている。都市部で暮らし、保留地外の白人の町で暮らすインディアンは、「シティー・インディアン」と呼ばれる。
2003年のアメリカ国勢調査によると、アメリカ合衆国全体のインディアンの人口2,786,652名の三分の一が、3つの州に居住している(カリフォルニア州413,382名、アリゾナ州294,137名、オクラホマ州279,559名)。

### 食文化
多くの部族がトウモロコシを主食とし、インゲンマメ、カボチャ、ウリなどを栽培していた。狩猟、漁労、採集と農業を組み合わせる部族が多く、プエブロを除けば多くの部族が程度の差はあれ移動性の生活を送っていた（プエブロはトウモロコシなどの農業のみによって生活し、アドベと呼ばれる集合住宅に定住するという、インディアンとしては珍しい生活を送っていた）。ヨーロッパ人と接触する以前の家畜はシチメンチョウと犬だった。犬は現在も、部族によって儀式などで食材とされており、コモン・インディアン・ドッグという犬種が存在する。北米には、イノシシの一種ペッカリーや、ヒツジの仲間ビッグホーンなどがいたが、これらは家畜化されなかった。
インディアンの食文化のうち、ペミカン、サコタッシュ、フライブレッドなどは今日でもよく知られており、米国民の食文化に取り込まれたものもある。米国の重要な作物であるトウモロコシ、カボチャやウリ、インゲンマメ、タバコ、トウガラシは元来インディアンが栽培していたものである。
南西部のプエブロ諸族やナバホ族は、19世紀初め頃からスペイン人の持ち込んだヒツジの放牧を行うようになった。彼らの家畜数は連邦によって頭数を制限されており、年次ごとのチェックで頭数を超えた家畜は、白人の管理官によって強制的に溺死させられる。
カリフォルニアの捕鯨民族マカ族は、1999年5月17日、連邦政府が条約を破って70年間禁止してきたコククジラ漁を、これに伴うポトラッチの祝祭と併せて復活させた。シー・シェパードなど反捕鯨団体からの脅迫や嫌がらせ、州警察による漁師達の逮捕という圧力を受けるなか、2007年9月12日にも、再び捕鯨を行った。彼らはアメリカで唯一捕鯨を条約で保証されている部族であるにもかかわらず、現在、全米各地の関係者でも当事者でもない者たちから批判や訴追を受けている。
ロッキー山脈周辺の部族は、松の実 やドングリを主食とした。かつては年に一度、部族総出でドングリ採集に出かける際には村が全くの無人になった。ドングリは保存小屋に蓄えられ、粉に挽いてパンに加工して食べた。
北東部、北西海岸部の部族は伝統的に鮭を燻製にして一年分の主食とする。しかし、保留地へのダム建設や漁猟権の剥奪などで、サケ漁の現状は年々厳しくなっている。北東部では、近年になってようやく鮭の伝統漁復活が認められた部族もある。1960年代のレッドパワー運動で、真っ先に行われた大規模な抗議行動は、サケ漁の権利をめぐって抗議するために連邦法や州法を破って漁をする「フィッシュ・イン」運動だった。

### 風俗など
毛髪を霊力の源と考え、神聖なものとして非常に大事にする。また、ヨーロッパ人もかつて行ってきたことであるが、共通の髪型をすることで部族の帰属を示す手段としている。
昔の写真に見られるインディアンの毛髪は非常に美しく長い。これに習い、ハリウッド映画などでは登場するインディアンの老人も毛髪豊かな人物として描かれている。しかし、前述の平原部族の三つ編み方式を知らなかったために、ウォーボンネットという鷲の羽根を連ねて立てたヘアバンドを身に付けて描かれているものが非常に多い。同化政策の一環として後述のインディアン寄宿学校に送られた男女児童は、入学と同時に頭髪を短く刈られた。都市に住むシティ・インディアンの間では、白人文化に同化して短髪が多いものの、近年は長髪が復活してきている。アメリカインディアン運動（AIM）が創設されたとき、インディアンの若者達はまず、インディアンのアイディンティティーを取り戻すために髪の毛を伸ばし始めた。これはヒッピー文化にも影響を与えた。
インディアン固有の蛮習のように喧伝されてきた「頭皮剥ぎ」は、一部の部族の間で戦果と栄誉を示すものとして古くから重要なものではあったが、そもそもは18世紀前後に「メキシコやイギリス、アメリカ合衆国の政府機関」が、敵対勢力のインディアンやヨーロッパ人を殺させて、その「証拠として頭の皮を懸賞金をかけて」募集したことが起源となっている。
頭皮剥ぎ自体はインディアンから始まった固有の習慣ではなく、「古代ヨーロッパにも存在した」。19世紀の北東部や平原部の若い戦士の間では、「頭皮剥ぎ」の風習の浸透に伴い、敵部族を挑発するべく後頭部にのみ髪の毛を残して頭を剃りあげ、骨片や木片の留め具で鷲の羽根と房飾りをつけるスタイルが流行した。（※下段ウィンクテの図を参照）
いわゆる「モヒカン刈り」のスタイルは、17世紀に北東部のアルゴンキン族の男達が、狩りの際に弓を射るのに髪が邪魔にならないように頭の側面を剃っていたものである。
現代の防寒着アノラックやパーカーは北極圏のイヌイットやエスキモーの防寒着を元にしており、カヤックやカヌーは現在でもインディアンの使っていたもののデザインを忠実に受け継いでいる。ラクロスは北東部部族のスポーツが全世界に広まった例のひとつである。

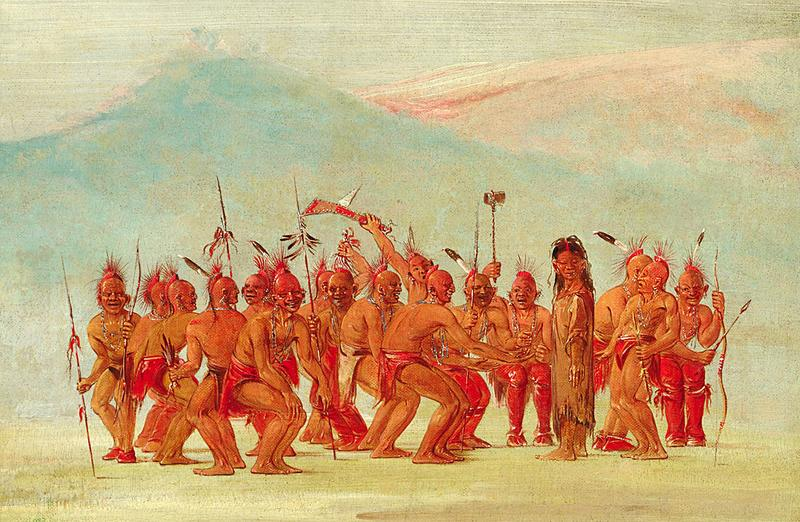
『ベルダーシュに捧げる踊り』（部分、ジョージ・カトリン画）

ほとんどのインディアン社会は性的に自由だった。男女の役割は個人の判断に任され、またインドのヒジュラーのような聖職に従事する社会的半陰陽（両性具有者）は、ヒジュラーよりも強い地位を持っていた。白人によってこれらの存在は徹底的に弾圧され、社会的な役割としては姿を消しているが、メキシコやプエブロ諸族の一部のほか、スー族社会における「ウィンクテ」（右図）と呼ばれる存在は、女装こそしなくなったが、現在でも健在である。人類学者はインディアン社会に見られる社会的半陰陽を「ベルダーシュ」と呼んできたが、本来の語義が「男娼」を指すエクソニムであるため、差別的で不適切と考えられている。1990年にウィニペグで開催されたネイティブアメリカン＝ファーストネーション部族間ゲイ・レズビアン会議で、それに代わる呼称としてオジブウェー語で社会的半陰陽を指す「ニーシュ・マニトゥーワク」（「二つの魂」の意）から翻訳借用した「トゥー・スピリット」を使用することが議決された。
- 伝統的に、チェロキー[16]、ホピ[17]、ナヴァホ[18]などの母系制部族では、女性も男性と変わらず政治に関与していた。南西部では、女性も首長に選ばれていた[19]。1450年ごろに成立したイロコイ連邦に至っては、現在に至るまで[20]首長の任免権において女性が男性を優越している（首長自体は男性に限られるが、首長は他の氏族員に対して権利においては優越せず、氏族全体の意思と、罷免権を持つ女性の意思を尊重せねばならない[21]。
- ニューヨークのタマニー・ホール（元タマニー協会）のような民主党支持団体は、インディアンの言葉を政治に好んで用いた[22]。
- 日本において『アメリカインディアンの教え[原 3]』と呼ばれる詩は、インディアンではない教育者ドロシー・ロー・ノルト（英語版）が1954年に創作したものであり、詩もアメリカインディアンの伝承に基づくものではない。邦題はこの詩をノルトの創作と知らずに、自著でとりあげた『加藤諦三の創作』である。
- ニューヨーク州立大学バッファロー校の歴史学者ドナルド・A・グリンドらは、アメリカ合衆国の民主制度はイロコイ連邦の民主制度がモデルとなっていると主張している。ちなみに、インディアンの支持政党は、伝統的に民主党である。
- 頭にワシの羽をつけ顔に化粧をするといったステレオタイプは、主に西部劇に登場する大平原のインディアンの儀式の際の姿を参考に、撮影所の美術係がデザインしたスタイルが元になっている。この映画に登場するステレオタイプは非インディアンの間で余りにももてはやされたがために、本来羽根冠の習俗のない部族にまで、このスタイルが採り入れられるようになっていった。初期のハリウッド映画では専ら白人開拓者の敵役とされたが、後年は逆に英雄視する作品が増えた。
- インディアンはしばしば開拓者や建国初期のアメリカ人が新大陸で生き延びるのに多大な貢献をしてきた。米国とカナダの感謝祭は17世紀にワンパノアグ族とピルグリム・ファーザーズが秋の収穫を共に祝った出来事を記念している。ポカホンタス、スクアント、マサソイト酋長、サカガウィアらは米国の建国神話の不可欠な存在である。初期の開拓者の男性たちは未知の土地で生存するためにしばしばインディアンのサバイバルの知恵を身に付けた。彼らの中にはインディアンの女性を妻とした者が少なくなく、結果として一部のアメリカ人がインディアンの血を引いている。
- 数ある混血[注 5] の問題では、黒人との混血ブラック・インディアンが、根強い摩擦の種になっている。近年、チェロキー族やカイオワ族などはこれを部族員として認める裁定をしている。
- インディアンに対する年金支給などを目当てに、非インディアンがインディアンの身分を偽造し、成りすます例も少数ある。イタリア移民だった著名なインディアン俳優アイアンアイズ・コディ（英語版）酋長など、単純に憧れからの成りすましも多い。
- 肥満率が高く、2001年の調査では男性の40.1%、女性の37.7%がBMI指数30以上の肥満であった[23]。また、糖尿病の罹患率は世界中でもトップクラスである[23]。
- コロンブスが来る前におけるインディアンの金属の利用については、自然銅が良く使われていた事が分かっている（コロンビア以前のアメリカにおける冶金学（英語版）参照）[24]。鉄については一般的ではなかったが、一部の部族は鉄を知っており、オゼットインディアンビレッジ遺跡（英語版）では、鉄のノミやナイフが発見されている。これらの鉄製品は、黒潮に乗ってやってきた難破船からもたらされた物と考えられている。これらの難破船は、アジア、特に日本の物が多かったとされる。難破船以外でも、隕石などから金属を得ていた可能性がある。トリンギットなど、アメリカの北西部に住んでいた民族の言葉には、鉄に関する単語が存在している[25]。

## 宗教
1881年、アメリカ連邦議会はインディアンの宗教儀式を非合法化した。かつては「発汗小屋（スエット・ロッジ）」の話をしただけで逮捕されたのである。しかし逮捕や投獄の圧力を受けても、インディアンたちは脈々と信仰を受け継いできた。

### ネイティブ・アメリカン・チャーチ

ネイティブ・アメリカン・チャーチのシンボル

ネイティブ・アメリカン・チャーチは、現在インディアンの間にもっとも普及している宗教であり、コマンチ族最後の酋長クァナー・パーカーを開祖とする。キリスト教のシンボリックな要素と多くの異なった部族からの霊的な習慣の要素を組み込んで1890年代に興った習合的な教会である。ちなみに、クアナ自身は生涯、キリスト教徒にはならなかった。
もともとは、メキシコのウィチョール族などが行う「ペヨーテ狩り」の儀式が元になっていて、ペヨーテのもたらす霊的な幻視と、その薬効の会得手順を儀式的に整えたものである。
保留地で暮らし始めた頃、重篤な病に倒れたクアナは、呪い師による治療を望んだ。メキシコ人とタラウマラ族の混血女性によるメキシコ原産のペヨーテを使った治療によって全快したクアナは、人類学者のジェームズ・ムーニイの後ろ盾で、このペヨーテを用いた儀式をネイティブ・アメリカン・チャーチとして組織化した（米国内では、ペヨーテはコマンチの居住する南西部にしか自生しない）。宣教師達によってペヨーテは「悪魔の果実」とされ、弾圧されてきたが、近年、インディアンに対しては使用が合法化された。
儀式はティピー内で夜間から朝にかけて行われ、ペヨーテを複数摂取することで進められる。治療や祈祷が主な目的であり、教会（チャーチ）という言葉から連想するような、キリスト教的な教義や説教といったものはない。
スー族においては、同チャーチの指導者たちはその3分の1が、ペヨーテの会合に関わっていると報告している。現在ではロサンゼルス、ミネアポリス、デンバー、シカゴ、ラピッドシティーといった各地のインディアンコミュニティーでペヨーテの儀式が開かれ、非インディアンが保留地へ足を運ぶ目的の一つとなっている。

### 中西部の宗教

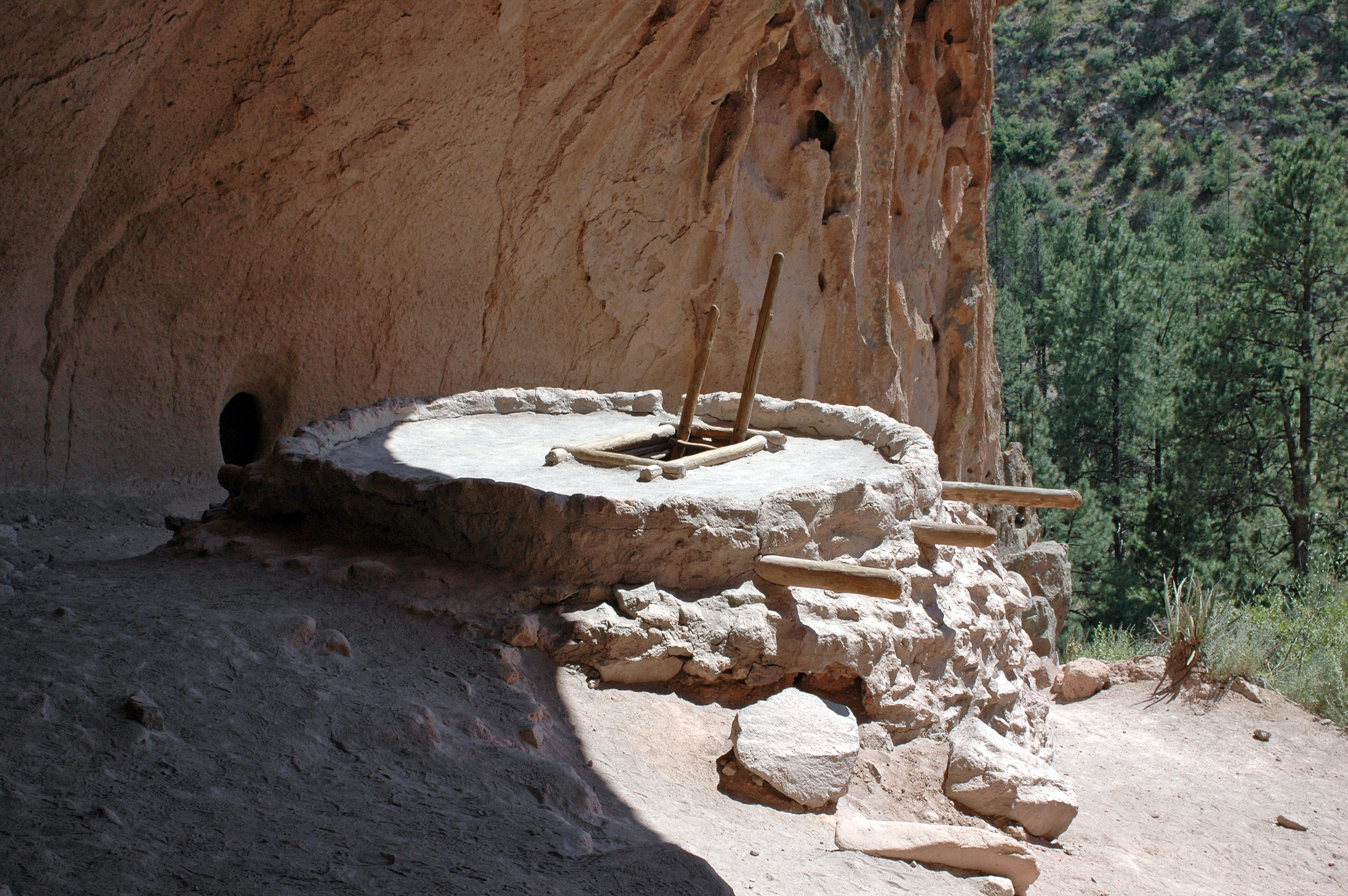
バンデリア国定公園の復元されたキヴァ

南西部のプエブロ諸族の集落の中心にはアドベの古い伝道所があることが多い。元々はスペイン人の宣教師が先住民の改宗のために強制的に建てさせたものだが、現在では農耕と関係した精霊群への神聖な儀式の執り行われる祈祷所となっており、部外者による写真撮影や写生などは禁止されている。
また、プエブロ諸族の村々の中心部には古代からキヴァという地下祈祷所があり、トウモロコシの作付け・収穫などを中心とした祈祷が、年中行事として行われている。平原部族が命の糧であるバッファローの精霊を信仰するのに対し、プエブロ族は彼らの命の糧であるトウモロコシを神格化した「トウモロコシの乙女たち」 や「トウモロコシの母」 を信仰するのである。17世紀にはスペイン人宣教師たちによってキヴァは「悪魔の巣窟」として破壊された。同時に神聖な仮面が焼き払われ、呪い師や司祭も殺戮されて、ついにはプエブロの反乱を引き起こした。20世紀に入ってもキヴァを用いた行事は弾圧され続けた。現在もキヴァでの祈祷行事は、部族民以外非公開である。

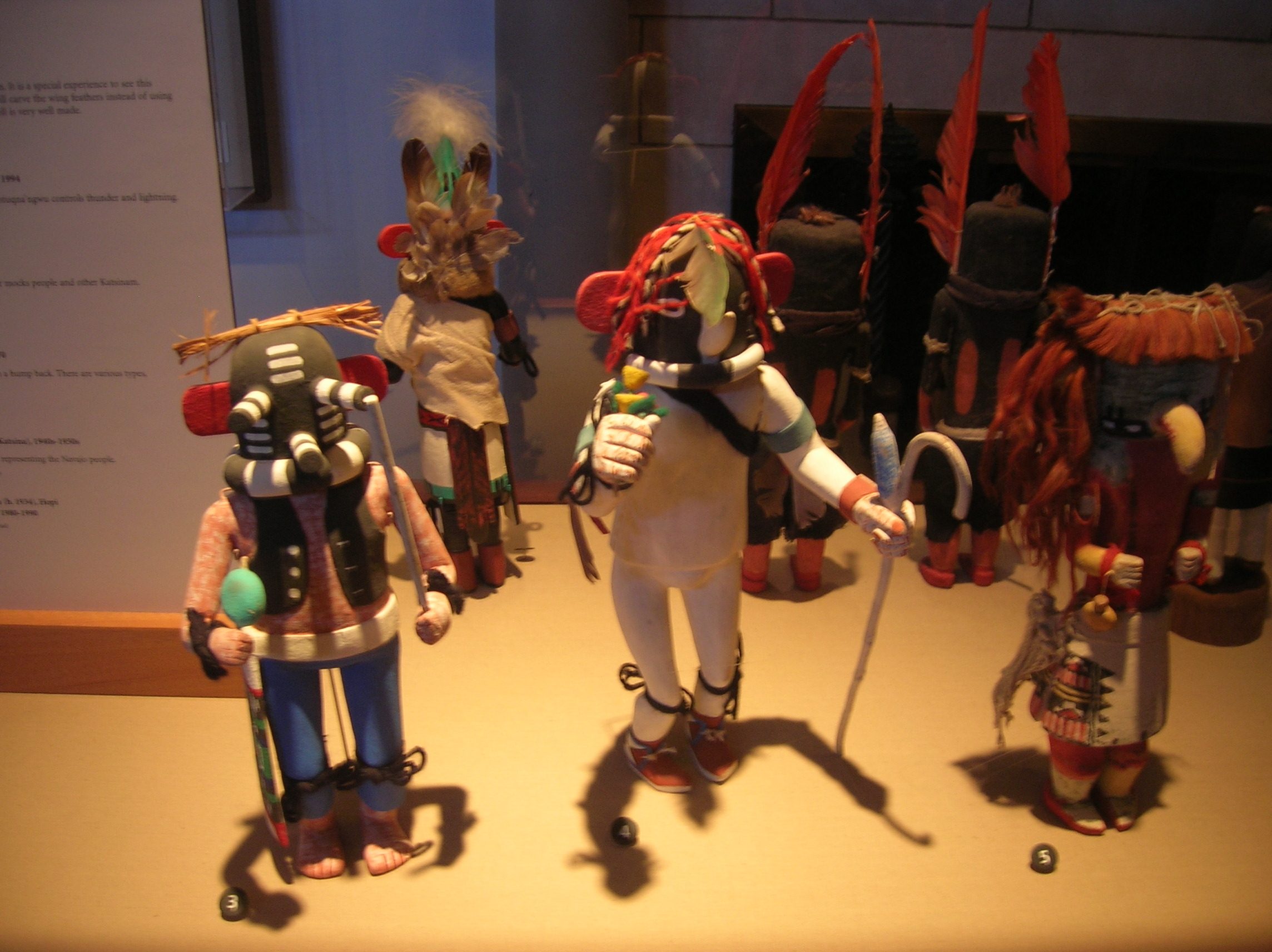
カチーナを模した人形

アパッチ族は、『ガン』と呼ばれる山の精霊を信仰し、覆面をした『ガン・ダンサー』による祈祷の踊りを捧げる。また、ナバホ族は、彼らの神話に基づき『イェイビチェイ』という精霊達の行進行事を数日かけ行う。ホピ族とズニ族はカチーナという精霊群を信仰する。いずれも仮面行事であり、クラン（氏族）を中心として行われる。
プエブロ族、ホピ族、ズニ族に共通する神話のモチーフは、「世界が一度滅び、第二世代の先祖が地底から現れ現在の始祖となった」というものである。南西部に到達してから比較的歴史が浅いナバホ族の神話は、プエブロ族の神話を受容したものであるとされる。
生まれたときに祖父から与えられる守護動物をかたどった石のお守り「フェティッシュ」の習慣が根強い。
ニューメキシコ州では特に、スペイン人の宣教師によってもたらされたカトリックとインディアンの宗教の習合がよく見られる。この背景には、かつてキリスト教を強制し、古来の信仰を弾圧してプエブロの反乱が起きたことを教訓とした宣教師達が部族民の古来の信仰に対して譲歩したことがある。文化学者マチルダ・スチーブンソンはこう報告している。「プエブロの人々は表向きはカトリックと自称している。しかし、神父たちがいなくなれば、彼らは古来の儀式を始めるのだ」
特定の守護聖人を持つプエブロは、守護聖人の聖日を特別な料理を作って祝い、プエブロを訪れた観光客にも振る舞う。プエブロ民族のドラム演奏、詠唱、および舞踊は、サンタフェの聖フランシス大聖堂での定期的なミサの一部ともなっている。

### 東海岸の宗教
クラン（氏族）を中心とした、農耕と狩猟に関係した精霊群への祈祷が基本である。人身御供の行事が多く行われ、敵対者や指導者の心臓や肉は、霊力を得るものとして儀礼的に食された。儀式の踊りに、鹿など動物の仮面を用いる。
彼らの神話・英雄譚には、ヴィンランドに入植したヴァイキングの、ゲルマン神話の影響を指摘する向きもある。また、フランス人が最初期に植民と布教を行った地域として、カトリックとの習合がしばしば見られる。例えばニューヨーク州にはカトリックに改宗したイロコイ族に関連の深いフォンダのカテリ・テカクウィサ教会やオーリーズヴィルの北米殉職者教会 がある。
イギリス人が植民を行った地域では、ピルグリム・ファーザーズと接触したワンパノアグ族のようにプロテスタントに改宗した部族もあった。17世紀のニューイングランドでは、改宗した先住民は「プレイング・インディアン」、「祈るインディアン」）と呼ばれた。彼らの集落は他のインディアンから開拓者を防衛するために開拓者の集落の外側に配置された。フィリップ王戦争が終結するとプレイング・インディアンらは集落に軟禁され、後にボストン湾に浮かぶディア島に抑留されて飢えと病から多くが死んだ。アイビー・リーグのひとつであるダートマス大学は、インディアンを教化する目的でモヒーガン族の牧師サムソン・オッカムらの出資により1769年に創立された。

### 中西部の宗教
狩猟に関係した精霊群への祈祷が基本である。部族繁栄を祈る大規模な儀式では、春に行われるユト族の「熊の踊り（ベアー・ダンス）」が有名。
モルモン教と呼ばれる末日聖徒イエス・キリスト教会の総本山のあるユタ州近辺では、19世紀から周辺部族への同教会への教化が熱心に行われている。当時のモルモンの一夫多妻制は、インディアンにも受け入れやすいものだった。かつてはモルモン教徒は彼らと結託し、西進してくる幌馬車隊をユタに侵入させないよう共闘して襲撃した。イスラエル人の数派が古代にアメリカ大陸に到達していたとするモルモン書によれば、インディアンは教典に登場する約束の民であるという（ただし前述のように、インディアンの先祖はイスラエル人ではなくモンゴロイドであることが判明している）。
女性シャーマンの習俗が多く見られ、深い森を幾日もさまようことで啓示を得る。死者を煙でいぶし、ミイラにして保存する部族も多かった。

### 西海岸の宗教
アメリカ西海岸では、18世紀後半から、入植してきたスペイン人の宣教師によってインディアンのキリスト教徒化が進められ、『ミッション・インディアン』と名づけられて支配され、白人の農場や牧場の下働きや、他のインディアン部族の監督に使役された。
漁猟民が多く、鮭や鯨の豊漁を祈る儀式が多い。踊りは伝統住居の「ラウンド・ハウス」内で行われるものが多い。

### 平原部での宗教
ラコタ・スー族の『ワカン・タンカ』のような『偉大なる精霊』を信仰する精霊崇拝が基本である。バッファロー・ダンスやベアー・ダンスで毛皮を被るが、踊りには仮面は使わない。「白いバッファロー」は大精霊の使いであると考える。
物心がついた男子は、呪い師と近親者に伴われて聖山に分け入り、四昼夜（女子は二昼夜）独りで「ヴィジョンを得る儀式（ヴィジョン・クエスト）」を行い、啓示を得る。この習慣は近年、全ての儀式の前に行う「発汗小屋（スエット・ロッジ）」の儀式と併せてますます盛んである。
人間の生贄の風習はなかったが、農耕民でもあったポーニー族やオーセージ族は、例外的に収穫祈念のため人身御供を行った。生贄には他部族の男女が使われた。
平原部族の多くは、遺体を毛布でぐるぐる巻きにして樹上に載せて葬送した。マンダン族などは、いつでも故人に会いに行けるよう墓に頭蓋骨を並べた。これらの葬送の習慣は、キリスト教会からの弾圧もあったが、遺体が白人によって持ち去られて大学の研究物にされたり、見世物として売られたりしたため、19世紀末には急速に廃れていった。

#### サン・ダンスの儀式
「サン・ダンス」とは、スー語の「ウィワンヤンク・ワチピ（太陽を見つめる踊り）」を英訳したものである。
平原の部族は、死ねば無条件で「狩猟の楽園」へ行くことができ、このため、今世は楽しみごとに費やすべきだと考えた。ただ、「大自然の力は放置すると衰退する」としてスー族やブラックフット族、シャイアン族、カイオワ族など平原部族の多くは、毎年夏至の頃に、大自然の回復と部族の繁栄を祈祷し、誓いを立てて大精霊に祈りを捧げるこのサン・ダンスの儀式を行う。

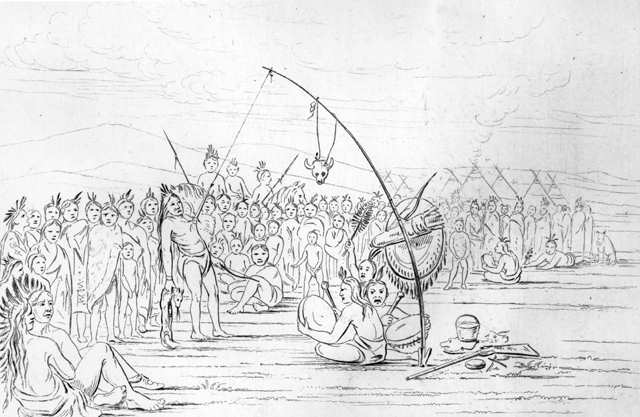
『スー族のサン・ダンス』（ジョージ・カトリン画）

とくにスー族は、この儀式の中で最大の要として、「ピアッシングの儀式」を行う。これは、前年に「ピアッシングの誓い」を立てたものが、胸や背の皮膚に穴を開け、鷲の羽根や骨の棒を突き通し、バッファローの皮のロープで広場の中央に立てられたハコヤナギの「サン・ポール（太陽の柱）」と身体を結びつけ、メディスンマンの合図で皮膚がちぎれるまで太陽を見つめながら踊ったり走ったりすることで、大精霊に自らの肉体を捧げる苦行である。（図参照）。ピアッシングで最も苛烈なものは、バッファローの頭蓋骨を背中につないで走るもので、祈りの度合いによって頭蓋骨の数が増やされる。サンダンスで「ピアッシングの誓い」を立てた者は、翌年から毎年都合四回、必ずこれを行わなくてはならない。
このピアッシングの苦行はマンダン族が始祖とされる。かつてマンダン族の「オーキーパ（太陽の踊り）」は詳細なイラストとともに東部の白人社会にも知らされたが、彼らはこれをグロテスクな悪夢だとして本気にしなかった。この際、「ピアッシングは若者の勇気を試すもので、指導者となるための通過儀礼である」と説明され、現代でもこれに則った解説をする文献があるが、これは間違いである。19世紀のスー族の戦士は、このピアッシングについて、「自分の肉体は、自分にとって一番大切なものだから、これを大精霊に捧げるのだ」と説明している。
20世紀スー族のメディスンマン、ピート・キャッチーズは、サン・ダンスを「全ての儀式の『祖父』である」と述べ、またジョン・ファイヤー・レイムディアーは、「白人は自分に都合よくなんでも簡単に片付ける。2000年前には自分達の代わりにイエス・キリストに苦痛を味わわせた。だが我々インディアンは自ら苦痛を引き受け、自分の身体でこれを体験し誓うのだ。『祖父よ、来年私は踊ります。わが肉体に串を刺し、誰かの回復に役立とう。我らの民を完全なものとするために』とだ」と語っている。
かつて白人によってサンダンスは野蛮な行為として弾圧を受け、インディアンたちはこれを隠れて行うしかなかった。インディアンたちの粘り強い交渉と説得により、フランクリン・ルーズベルトの時代になってようやくサンダンスが許可された。それでもピアッシングのみは絶対禁止されたが、レッド・パワーとともに復活され、スー族の伝統派、レイムディアーやマシュー・キング らによって全米に広められた。また近年になって規定が緩み、女性のピアッシングも見られるようになった。女性の場合は、手首に串を刺す。

### 南部の宗教
クラン（氏族）を中心とした、農耕と狩猟に関係した精霊群への祈祷が基本である。ムスコギー族やセミノール族は、地元で採れるヤポンノキ（Yaupon、Ilex vomitoria）の葉を煎じた黒い飲み物「ブラック・ドリンク」を儀式の際に飲用する。この飲み物は儀式にとって非常に重要で、オクラホマに強制移住させられたグループは、代替物を煎じている。セミノール族の英雄オセオーラの名は、この「黒い飲料」の儀式の「音頭をとる者」という意味である。
ノース・カロライナ州のランビー族を含むインディアンは、ホーリネス・メソジスト教会のランバー・リバー会議を組織した。アタカパ族やカランカワ族は、敵対者や指導者の心臓や肉を、パワーを得るものとして宗教的に食した。このため、他部族やヨーロッパ人から「人食い人種」と誤解された。
大西洋岸からミシシッピー沿岸にかけては、約二千年前に「マウンド・ビルダー」と呼ばれた部族群が、動物をかたどった､数100メートルもある無数の土塁・塚を建造している。オハイオ州のサーペント・マウンド（大蛇の墳丘）はその一つである。その直系であるナチェズ族は、18世紀にフランス人に文明を破壊されるまで、インカ帝国やマヤ文明のように太陽神を頂き、都市を築いてピラミッド型の神殿をいくつも建造していた。神官と僧侶からなる社会階級を持っていたのは北米でナチェズ族だけである。

### ゴースト・ダンス

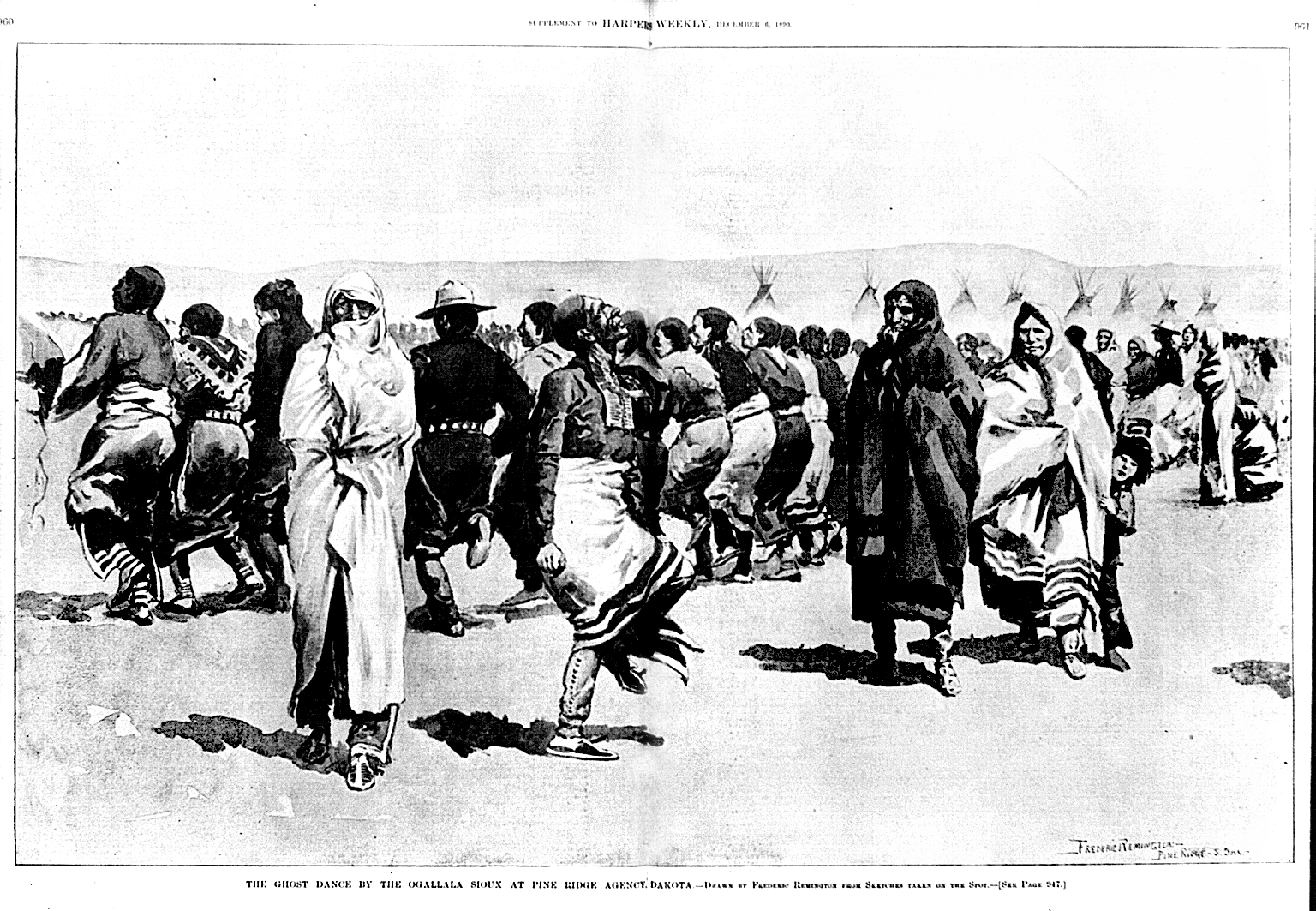
サウスダコタ州パイン・リッジにおけるオガララ・ラコタ族によるゴーストダンス、フレデリック・レミントン画

1889年1月1日に、日食があり、大地が闇に覆われた。連邦政府による強制移住政策で飢餓状態にあったインディアン達は「世界の終わりが来た」として恐れ戦いた。この全部族的な終末感の中で啓示を受けた、ネバダ州のパイユート族の預言者ウォボカが教祖となって始まった信仰が、「幽霊踊り教（ゴースト・ダンス教）」である。
「ゴースト・ダンス」の信奉者達は、ゴースト・シャツと呼ばれる聖なる衣服を身にまとう。このシャツを着て死者の霊の歌を歌いながら男女で手を繋ぎ、円を描いてぐるぐると回ることで、信者の衣服は白人の弾を跳ね返すようになり、さらには白人がやってくる前の、バッファローの群れなす大草原が還ってくるという教義は、保留地への強制移住によって飢餓状態に陥ったインディアン達により熱狂的に支持され、大平原、さらに北西部に瞬く間に広がっていった。
弾丸を通さなくなるというゴースト・シャツの教義を始めたのは、スー族の呪い師、キッキング・ベアだった。このため、連邦政府は、この教義でインディアンがより反抗的になるとして、ことにスー族に対し徹底的に弾圧を加え、ウーンデッド・ニーの虐殺が起こった。この大虐殺で、信者が全滅したことで、ゴーストダンスは急速に廃れていった。100年を経ても連邦政府が、銃弾を厭わなくなるこの教義をいかに恐れているかは、スー族の伝統派やAIMが1973年のパインリッジ居留地内のウンデッド・ニーの占拠の際や1975年に、ウンデッド・ニーでゴースト・ダンスを復活させた際、連邦捜査局（FBI）捜査官が繁みに隠れてこれを監視していたことからも推し量れる。
テキサス州のカド族保留地（カドハダチョ連邦）では、ゴースト・ダンスは弾圧の対象とならず、現在まで続く年中行事である。ただ、踊りの作法などが違っており、厳密に上記の儀式と同じものかは分からない。

### 鷲の羽根法
インディアンは自らの宗教を実践するのに連邦の許可証を必要とする、アメリカ合衆国唯一の民族集団である。「鷲の羽法(Eagle feather law)」は、連邦が承認する部族を祖先に持つことが証明可能な個人だけが、ハクトウワシとイヌワシの羽を宗教的または霊的に使用する権限を与えられることを規定している。インディアンと非インディアンの両者とも、法が人種差別的で部族の主権を侵害しているとして、たびたびこの「鷲の羽法」の価値と妥当性を争ってきた。インディアンが非インディアンに鷲の羽を与えることは昔から行われてきた慣習であり、同法はこれを禁じているが、形骸化している。

### インディアンと煙草
インディアンにとって、煙草の葉は神聖な清めの神具であり、またパイプも単なる喫煙具ではなく、どちらもすべての儀式に欠かせない特別な存在である。どんな部族でも儀式の際には、セージや杉の葉などと合わせ、煙草の葉による清めが行われ、「ピースパイプ」または「メディスンパイプ」と呼ばれる聖なるパイプを用いた喫煙が行われる。パイプは天上の精霊との通信役を担い、タバコの煙はその媒体の役目をする。どの部族もたいてい、父祖から伝わる神聖なパイプを保持している。

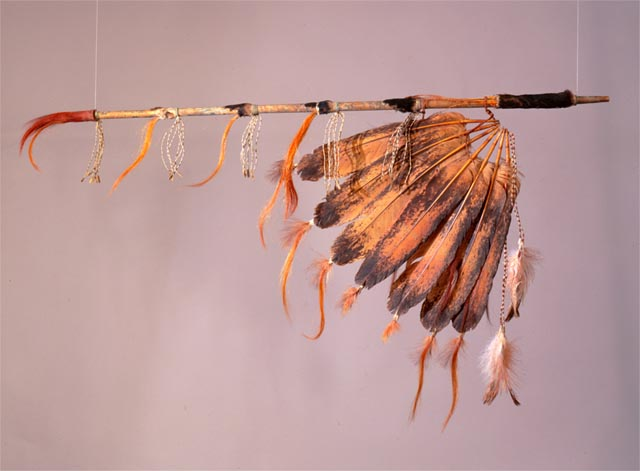
ラコタ族の聖なるパイプ（柄のみ）

パイプはパスポートの役目も持っており、友好の意思を表す。インディアンでも非インディアンでも、ピースパイプを回し飲む際に、約した言葉を違えることは絶対に許されない。サンディア・プエブロ族とアパッチ族、ナバホ族、コマンチ族が18世紀に結んだ和平の儀式では、回し飲みした煙草が土に埋められた。以後サンディアと彼らとの争いは一切行われていない。
20世紀のスー族のメディスンマンでレオナルド・クロウドッグの父、ヘンリー・クロウドッグは、土産物屋でインディアンのパイプが売られていることの是非について問われた際に、これを肯定し、「インディアンにとってのパイプは、白人にとっての聖書と同じだ」と述べている。

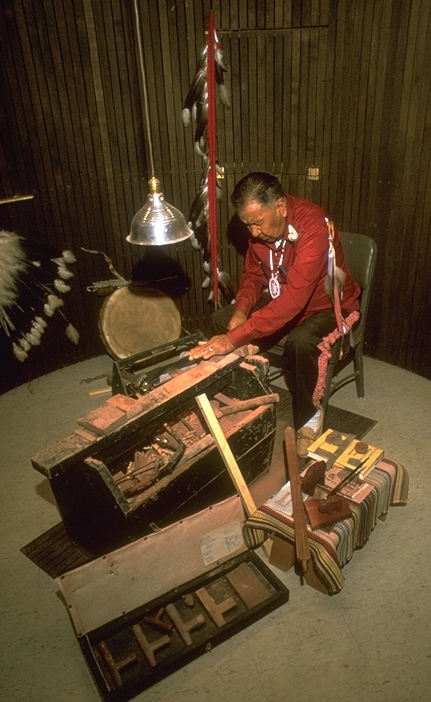
カトリナイトから火皿を削りだす実演

スー族のインディアンたちはミネソタ州のパイプストーン国定記念物からしか採れない赤い石（パイプストーン）でパイプの火皿を作る。この鉱物は、画家ジョージ・カトリンに因んで「カトリナイト（Catlinite）」と名付けられている。スー族の伝承では、カトリナイトは先祖の血で出来ているとされる。聖なるパイプの火皿の素材となるカトリナイトの採石場は全ての部族にとって中立の土地とされていた。長らく条約を破った白人による不法占拠が続いたが、現在ではスー族が占有権を持ち、ここでカトリナイトを採掘できるのはインディアンだけである。

### 備考
- インディアンにとって聖なる数は「4」である。四方位、四季などを表すこの数は、全ての真理の基本とされる。
- インディアンの宗教的指導者は、英語では一般に『メディスンマン』と呼ばれており、人類学ではシャーマンの一種に分類される。彼らの言葉では、もっぱら「聖人」という意味の名で呼ばれている。
- 多くのインディアンが、部族の宗教儀礼に参加することを、宗教というよりはむしろスピリチュアリティのひとつの形ととらえているが、実際には宗教とスピリチュアリティはしばしば同義に用いられる。
- 1960年代頃からの白人のニュー・エイジ世代によって、インディアンの宗教儀式を商売として利用するものが現れ、それに乗って、儀式行為と引き換えに金を要求する「エセ呪術師」が横行している。伝統派の指導者たちは、こういったエセ宗教者を『プラスチック・メディスンマン（英語版）』と呼んで警告している。「我々は白人のように勧誘などしない。また、すべての儀式は無償のものである。」というのが、伝統派宗教指導者の姿勢である。

## 近代以降の歴史

### 移民との衝突
スペインがアメリカ大陸を征服した当初は、800万人ものアメリカ先住民が死亡したと推定されるが、これは白人が持ち込んだ伝染病や、白人が先住民に対して行った戦争などの殺戮によるものであった。先住民に対する殺戮は、後にカナダ、アメリカ、メキシコ、ブラジル、そしてパラグアイ、チリ、アルゼンチンといったアメリカ大陸のあらゆる地域で、何世紀にもわたって続けられた。アメリカでは、インディアン戦争とマニフェスト・デスティニーが大量虐殺に貢献した。またアメリカにおいてもインディアンはヨーロッパの風土病に対する免疫を持たなかったため、ヨーロッパ人と初めて接触したインディアンはしばしば容易にヨーロッパからの伝染病に感染し、斃（たお）れた。インディアンの人口は激減し、インディアン社会は深刻な打撃を被った。また、初めて見る馬や兵器によって、インディアンはパニックに陥り、たった十数人のスペイン騎士に対して何千人ものインディアンが敗走するという事態も招き、こうした闘争によって土地を奪われていった。
レナペ族とフィラデルフィア、ワンパノアグ族とプリマス植民地、コンコードのように、入植者とインディアンが和平を結んで短期間共存した例もあるが、入植者の人数が増え、新たな入植地の需要が増すと共に破綻している。
入植初期には、拉致したインディアンや裁判で有罪とされたインディアン、戦争で捕虜となったインディアンを奴隷として売買することは合法とされた。
フレンチ・インディアン戦争やアメリカ独立戦争など、ヨーロッパ諸国がインディアンの諸部族を戦力とみなして同盟を結んだために植民地をめぐる争いに巻き込まれた例も多い（インディアン戦争）。部族の利害を十分考慮した上で参戦したとしても、結果として敗者の側につくことになった部族の運命は過酷であった。
白人社会の大規模農園開拓で土地や水源を奪われたり、バッファローなどの自然資源を巡って度々対立した記録が残されている。インディアンを殲滅する目的で、白人が病原菌の付着した毛布などを贈って故意に伝染病に感染させようとした事実が歴史に記録されている。
ヨーロッパ人がアメリカ大陸にやってくるようになった頃、1890年12月ウンデッド・ニーの虐殺により、白人によるインディアン戦争は終結した。

### インディアン移住
19世紀になると、「インディアン強制移住法」を制定したアンドリュー・ジャクソン大統領によって、「保留地制度に基づく強制移住に従わないインディアン部族は絶滅させる」とする「インドの撤去ポリシー」が推し進められた。これはユリシーズ・グラント大統領や、ウィリアム・シャーマン将軍らによって更に強化され、民族虐殺の戦火はさらに西部へと拡大した。南東部での「セミノール戦争」は、白人とインディアンの国家間戦争としては最大級のもので、ジャクソンはこの戦いに焦土作戦による徹底殲滅を図った。「セミノール戦争」は現在、「インディアンのベトナム戦争」と呼ばれている。

### 強制移住

#### チェロキー族の涙の旅路
長い間各国政府は法律を定め、狭い保留地にインディアンを押し込めて合法を装った。なかでも有名なものに1838年10月から1839年3月にかけてのチェロキー族の強制移住がある。これはインディアンの領地で金鉱が見つかり地価が暴騰し、それに目をつけた（後述の法制定時の）大統領アンドリュー・ジャクソンが「インディアン強制移住法」を定め、アメリカ南東部に住んでいたチェロキー族とセミノール族、チョクトー族、クリーク族をインディアン準州（現在のオクラホマ州のオザーク高原近く）に移動させたというものである。
厳しい冬の時期を陸路で、しかも多くの者は徒歩で1,000kmもの旅をさせられたために1万6,000人のうち4,000人から5,000人以上が死亡した。のちにインディアンの間では、この悲惨な事件を「涙の旅路」と呼ぶようになった。

#### ナバホ族の涙の旅路
1862年、キット・カーソンによる殲滅戦に降伏したナバホ族も、300マイル（約483km）以上離れたボスケ・レドンド という灼熱不毛の地に徒歩で強制移住させられた。険しいサングレ・デ・クリスト山脈を越え、ニューメキシコ州をほぼ完全に横断するかたちのこの旅路は「ロング・ウォーク」と呼ばれる。彼らはそこで農耕を強制されたが、やせた砂漠の土地での農耕は不可能であった。
バルボンシート酋長の粘り強い異議申し立てで、1868年、部族は元の地に帰ることを許されたが、この例外事の理由として、ナバホの土地が、白人にとって当時は価値のない砂漠であったことが幸いした。この往復路で女・子供・老人を含めた数百人のナバホの民が死んだ。故郷には戻ったものの、そこにはすでに近隣のホピ族が住み着いてしまっており、ナバホ語での地名は失われてしまった。また、現在も続くナバホとホピの土地紛争の原因となっている。

#### クレイジー・ホースとジェロニモ
インディアンはアメリカ政府との間で、一方的な条約に署名させられ、さらに政府側が一方的にそれを破ることの繰り返しとなる。インディアンの中にはレッド・クラウドやスポッテッド・テイルのように連邦政府の側について、抵抗するインディアンを非難する者もあった。こうした状況の中で、決して条約に署名しなかったラコタ族のクレイジー・ホース、開拓者を震え上がらせたアパッチ族のジェロニモらの抵抗は一定の戦果をあげたものの、結局は米国陸軍の兵力によって屈服させられた。20世紀後半にクレイジー・ホースは非インディアンから再評価され、サウスダコタ州ブラックヒルズに世界最大級の石像クレイジー・ホース記念碑が建設中であるが、伝統派からは猛反発を受けている。

#### ゴーストダンス教と1890年のウンデッド・ニーの虐殺

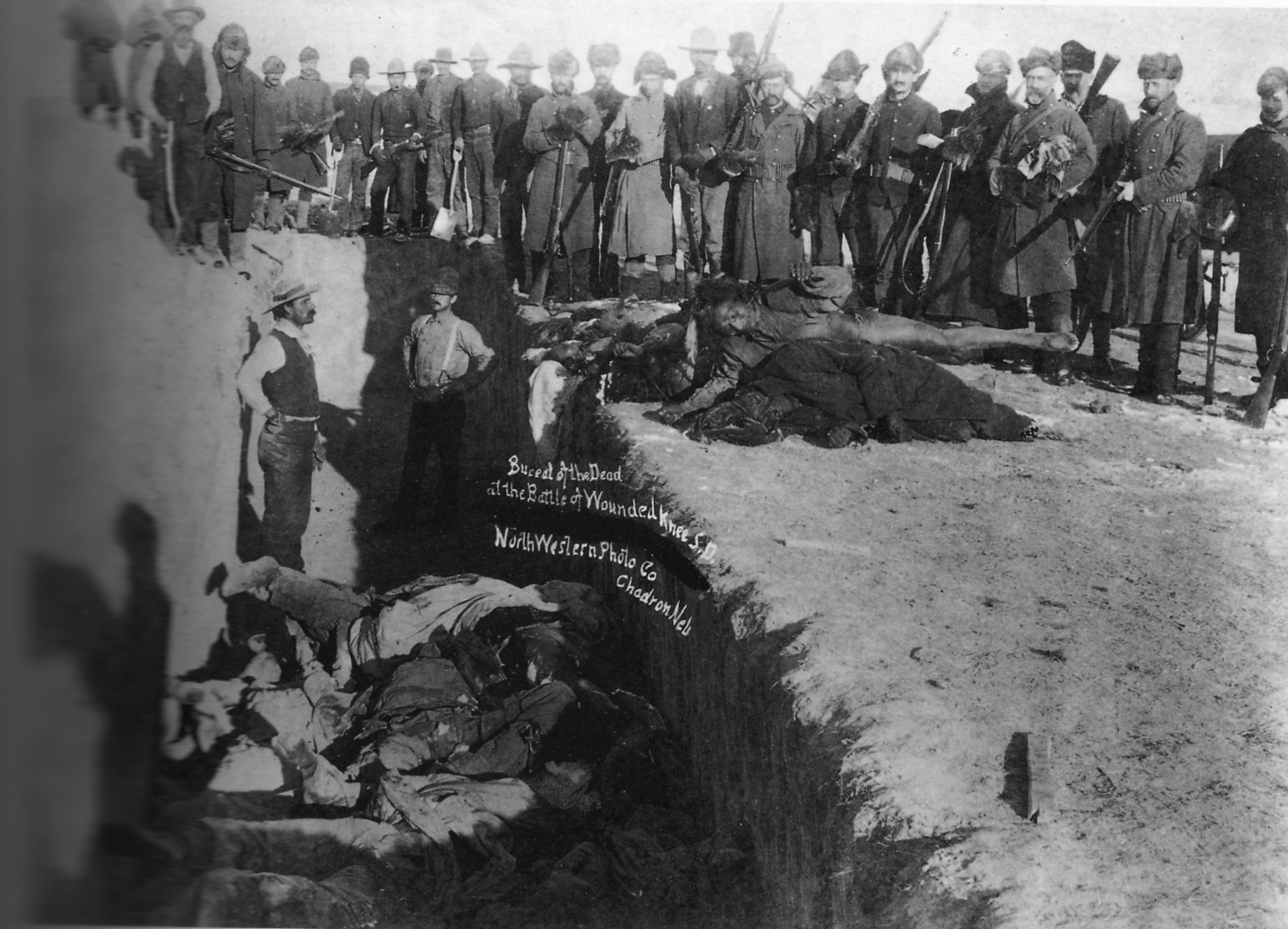
ウンデット・ニーの虐殺の犠牲者の埋葬

1868年にスー族と米国政府はララミー条約によって、サウスダコタ州にあるスー族の聖地ブラックヒルズは永久にスー族のものであると確約したが、ジョージ・アームストロング・カスターがブラックヒルズに金鉱を見つけると、開拓者が金を求めてブラック・ヒルズに侵入し、条約は破られた。
絶望的な状況に置かれた西部のインディアンの部族には、ゴーストダンスを踊ることで平和なインディアンの国が還ってくるという終末的信仰ゴーストダンスが大流行した。信じるものは銃弾も効かないとされるこの宗教を恐れた白人は、ゴーストダンスを禁じ、スー族のゴーストダンス指導者キッキング・ベアを含むビッグ・フット酋長の一団をサウスダコタ州のウンデット・ニーに連行した。白人の話では一人が銃で抵抗したということになっているが、インディアンの話では、一人がナイフを持って手放さなかっただけで200人以上が虐殺された（ウンデット・ニーの虐殺）。ここに連邦政府とインディアンの戦いは終わる。1890年12月29日のことである。
アメリカ人の歴史では1890年はフロンティアが消滅し、西部が勝ち取られた輝かしい年とされているが、インディアンにしてみれば1890年は、アメリカインディアンがひとまず征服された年なのである。

### 同化政策

#### 「インディアン寄宿学校」
「アメリカのフロンティア」が消滅したのち、白人はインディアン問題を処理すべく、その同化に注力し始める。オーストラリアのアボリジニや極北のエスキモー、中国の少数民族等と同じく、支配民族による同化政策は、北米においても19世紀末から組織的に行われた。代表的なものは、ペンシルベニア州カーライルの「カーライルインディアン工業学校」の創始者であり、校長を務めたリチャード・ヘンリー・プラットによる、「人間を救うためにインディアン（野蛮人）を殺せ」という標語に代表される、インディアンの子女を親元から引き離し、「インディアン寄宿学校」に送ってインディアンの文化や言語を禁じ、軍事教練を基本にした指導による、キリスト教や西洋文化の強制学習である。同化政策によって言語をはじめとする地域文化が失われ、生き延びた者も混血化が進み純粋な部族は残り少ない。
こうした「インディアン寄宿学校」の学科に経営学や経済学といったものは皆無で、教えられるのは靴の修繕や繕い物の手工業などの技術のみであった。生徒たちが部族語を奪われ、卒業して保留地に戻っても、そこには靴屋も仕立て屋もなく、学んだ技術は何の役にも立たず、失業者として白人の町へ働きに出ざるを得なくなった。一世代前までのインディアンたちは、こうした同化政策の強制教育で部族語を禁じられ、学校で部族語を話せば、「汚い言葉を話した」として石鹸で口をゆすがされるなどの罰を白人教師から受けた。こうした経験から、英語しか話せない人が多い。
これに対抗し、1970年代から各部族ごとにインディアンによる「部族学校」を設立する動きが見られるようになった。インディアン完全自治の学校としては、カリフォルニア州に1971年に創設された『デガナウィダ・ケツアルコアトル短期大学』（略称『D-Q大学』）が知られるが、認可の喪失、学生数の減少や資金運用の不備から閉校の危機にさらされている。近年、このような動きの中、連邦や州政府の譲歩で部族語学習が部族学校などで取り入れられるようになり、現在の学童の世代と、英語のわからない三世代以前との間で言葉のコミュニケーションが実現するようになった例もある。しかし、結局部族語は保留地外では実用的でないため、絶滅の危機に瀕する言語を保存し、どう文化的に発展させていくのか、その先行きが注目されている。

#### 「インディアン児童福祉法令（ICWA）」
インディアンのコミュニティーを根本から破壊し、自殺率の増加など深刻な問題を引き起こすいま一つの社会制度が、無意味な「里親制度」である。これは、貧困のため生活困難と州が認定したインディアンの家庭から、出生前に選定して強制的に取り上げ、実の親を知らさないまま白人の家庭で育てるというものである。これも白人からすれば「インディアンを殺し、人間を救え」との発想で生まれた、一方的な草の根ボランティアの一環であったのだが、彼らは白人の家庭で、なんらインディアンとしての文化も歴史も教えられることはなく、白人としてのみ育てられるのである。やがて物心ついた時にこの子供たちは「自分はインディアンでも白人でもない」というアイデンティティーの喪失に苦しみ、その結果、ほとんどが10代のうちにアルコール依存症になるか自殺してしまうという悲劇を生み続けている。
1969-1974年に実施された全国調査では、実に全米のインディアン児童のうち25%-35%が、彼らの家から引き離され、州の法廷と福祉代理業者によって白人の家庭に置かれている。1974年に、これら強制的な寄宿学校制や里親制度について、デニス・バンクスは「一種の誘拐である」と批判声明を出している。
1978年、この深刻な惨禍の状況に対するインディアン側の抗議と、「文化的虐殺」とする国際世論による批判を受け、連邦議会で制定されたのが「インディアン児童福祉法令」（ICWA）である。この法令は、里子に出すか否かの決定を州や代理業者に委ねるのではなく、その子の帰属する部族会議に管轄権を認め委ねさせるものである。この法令の施行で無意味な里親制度は近年ようやく廃止の傾向にあるが、州によってはこれを認めず、また白人の無知と無理解によって未だにこの民族浄化は実行されており、予断を許さない状況にある。
2000年、アメリカ合衆国およびBIAは、これら同化政策を犯罪的行為と認め、謝罪を行った。（→「BIAの歴史的な謝罪」）

### 権利を守る戦い

#### レッド・パワーによるインディアン運動
かつて合衆国連邦とインディアンとの間では保留地を始め、371に上る権利を巡る条約が結ばれてきたが、これはまったくないがしろにされ続けてきた。そもそも1879年にポンカ族のスタンディング・ベアー（Standing Bear）酋長と、オマハ族のスゼットとスーザンのラ・フレスカ姉妹が、最高裁で部族強制移住の違法判決を勝ち取るまで、インディアンは人間として認められていなかった。この判決で初めて、最高裁は「インディアンは人間である」との文言を判決文に書き添えてこれを認めたのである。この百年余り、インディアンの差別廃止と自治権および権利回復を果たすため、さまざまな個人・団体が政治活動を行い、これを是正させようとしてきた。
最初期の組織だった活動では、1911年にオナイダ族の環境保護運動家ローラ・コーネリアス（Laura Cornelius）や、オマハ族のラ・フレスカ姉妹といった、東部で欧米式の教育を受けたエリートたちが起こした「アメリカ・インディアン協会」がある。彼女らは「国際的インディアンの日（ナショナル・インディアン・デー）」を作り、10月12日の「コロンブス・デー（コロンブスのアメリカ「発見」の記念日）」に対抗して、「インディアンが白人のアメリカを発見した日！」というスローガンを掲げた。
1944年には、第二次大戦におけるインディアンの貢献下の影響力をバックに、ワシントンD.C.に本部を持つ「アメリカ・インディアン国民会議団（NCAI））」が結成され、圧力団体として各部族から代表者を送り込み、「大声で吼えまくる赤い番犬」と呼ばれた。
彼らは伝統衣装ではなく洋装し、欧米文化の中から運動したため、主流のアメリカ人からも支持を集めた。しかし、若い世代のインディアンからは「白人キリスト教化されたハイアワサ、ポカホンタス、トント」と揶揄され、支持共感を得られなかった。
これを踏まえ、1961年にシカゴで、スー族のヴァイン・デロリア（Vine Deloria, Jr.）、ウォーカーリバー・パイユート族のメル・トム（Melvin Thom）、ポンカ族のクライド・ウォーリアー（Clyde Warrior）、ビル・ペンソニュー（William Pensoneau）、ナバホ・カイオワ族のジョン・ベリンドといった、大学教育を受けた若い世代を中心に、「全米インディアン若者会議（NIYC／The National Indian Youth Council）」が結成された。彼らは「若い世代は声を上げるべきだ」と唱え、「インディアン人権宣言」を起草し発表した。これは「AIM」の前身ともいうべき組織であり、指導者達はのちにAIMに合流した。キング牧師はインディアンの団体NIYCに声をかけ、団体は公民権運動の一部に関わっていくようになった。
また1960年代から1970年代に掛けて、黒人たちによる公民権運動の盛り上がり（ブラック・パワー）があり、これに呼応して同時期に興ったこれらのインディアンの権利回復要求運動は「レッド・パワー運動」と呼ばれ、注目を集めた。黒人とインディアンの運動の方向性の違いを表すものとして、シビル・マーチに参加することについては、インディアンの団体は消極的、否定的だった点があげられる。
全米インディアン若者会議は、のちに下記の北東部漁業権運動を率い、「アメリカ・インディアン・サバイバル学校協会」の創設者となるアシニボイン族のハンク・アダムス（Hank Adams）を輩出。とくに当時適用の決まった、インディアンに対する狩猟・漁業の権利剥奪法に抗議し、ワシントン州のあちこちで「違法に」魚を獲ってみせる「フィッシュ・イン（fish-ins）」抗議行動で注目された。

#### AIM（アメリカ・インディアン運動）の創設
レッド・パワーの中でも1968年7月29日にデニス・バンクス（Dennis Banks）や、クライド・ベルコート（Clyde Bellecourt、初代AIM代表）ら、大学教育を受けていない、貧しい地域出身の若者によって創設された、アメリカ・インディアン運動（AIM）が知られている。
ミネソタ州の刑務所で出合い、二年にわたり構想をまとめたオジブワ族のバンクスやベルコートたちは、釈放後、ミネアポリスで結成大会を開き、インディアンの権利回復のためのさまざまな活動を始めた。当初、この団体名は「CIAC（憂慮するインディアン協議会）」だったが、「CIA」と読みが重なることに異議が出て、9月に現在の「AIM」に改められた。「AIM」の命名は、インディアン女性メンバーの「男性は何でも目標（Aim）、目標と発言しているのだから、AIMにしたらどうですか」という発言による。
彼らは前述の団体とは違い、自ら「スキンズ」と名乗り、AIMのジャケットや、「インディアンの力」、「インディアンと誇り」と書かれたバッジを着け、髪を伸ばして編み、ビーズや骨の首飾りをし、髪や帽子に鷲の羽根をつけた。AIMの若者達は霊的な後ろ盾を得るために、自ら伝統派のメディスンマンたちを探し、協力を求めた。彼らは同化政策によって言語や文化を奪われた世代であり、伝統的な宗教儀式の実践によって、インディアンとしての民族性回帰を強調したことが大きな特徴だった。
指導者達はまず1970年にスー族の伝統派宗教者達の支持を得て、古来の宗教儀式を実践した。1971年には「サン・ダンス」のピアッシングの誓いを立て、「ゴースト・ダンス」を復活させた。スー族からはレオナルド・クロウドッグ（Leonard Crow Dog）たち多数、オジブワ族からはエディー・ベントン（Eddie Benton-Banai）、オクラホマのムスコギー族からはフィリップ・ディアー（Phillip Deere）といった、すでに数少なくなっていた伝統派のメディスンマンが、彼らを精神的に支えた。
彼らはメディアに訴えかける戦術を取り、さまざまな組織との共闘・支援を行った。彼らはポンカ族の女性運動家ハープ・ポーズの提唱によって全員が禁酒の誓いを立て、アルコールに溺れる若者たちを「インディアン戦士」に甦らせた。彼らの抗議行動は、「大集会を開き、人々の共感を集める」、「争点を徹底的に明確にする」の二点に絞られ、反暴力主義を掲げた。組織統治のアドバイザーには、イロコイ連邦のオノンダーガ族指導者のオレン・ライオンズ（Oren Lyons）がついた。
1969年11月には、ミネアポリスで第一回「全米インディアン教育会議」が開催され、数千人規模のインディアンが全米から参加。AIMもこれに合流し、ラッセル・ミーンズや、大学教授リー・ブライトマン（Lee Brightman）らスー族の活動家たちがAIMに加わった。AIMは「教育問題委員会」を結成し、アメリカの標準歴史教材のなかでも差別的な「ミネソタ・北の星」の永久使用禁止を要求して教育委員会を提訴し、インディアンを「野蛮人」扱いした教科書差別表現の削除と併せ、これを実現させた。インディアンの子供たちは、白人の学校に入学させられても、これら差別的な教科書内容に嫌気がさす場合があり、退学してしまうこともあった。また、チャック・ロバートソンによって、「インディアン寄宿学校」への対抗として、「インディアンによるインディアン児童への言語・歴史文化・芸術と伝統の教育」を行うべく、1970年に「生存の学校（サバイバル・スクール）」の第一号がミネアポリスに開設された。1975年には、ハンク・アダムスによって「アメリカ・インディアン・サバイバル学校協会」が結成され、この動きは他州やカナダにも波及していった。
また、これまで黒人に対してと同様、闇の中に隠蔽されてきた、保留地での白人警官によるインディアンに対する暴力に対し、AIMは「警察対策委員会」を結成。パトロール自警団を組織して、白人警官による暴力行使の現場写真を撮るという作戦で裁判を起こし、揉み消しを許さず、警官の暴力行為を自粛させていった。またさらにインディアンの警察官採用要求などを実現させた。
メアリー・ジェーン・ウィルソンらAIM女性メンバーは、裁判官や陪審員、ソーシャル・ワーカーらの思考や対応がいかに白人中心であり、教育・医療の分野でいかにインディアンが不当な扱いを受けているかの啓発に注力し、「善意」の名のもとに白人が行っている「里親制度」などの撤廃を要求した。
AIMはミネアポリスでの結成ののちに、オハイオ州クリーブランドで組織拡大を行い、当初オジブワ族だけだったメンバーも、他部族の若者が次々参加していき、クリーブランド、ミルウォーキー、シカゴ、キャスレイク、ローズバッド保留地、デンバー、オクラホマシティ、シアトル、オークランド、サンフランシスコ、ロサンゼルスなど、全米に支局を増やしていった。こうしたなか、ワシントンDCのBIAビルの占拠やサウスダコタ州のウンデット・ニーやブラックヒルズの返還を要求して占拠したり、1500人以上のインディアンによる抗議運動として、サンフランシスコからワシントンまで行進するなど大規模な行動を次々に実行していった。（→破られた条約の行進）
デニス・バンクスは、これらAIMの運動について、こう発言している。「我々はこの大陸のもとからいる地主だ。その地主が、地代を集め始めただけのことだ。」
これらの運動は、保守派の白人にとっては過激で、黒人運動団体「ブラックパンサー党」とも連携したその運動は、武力で弾圧されるようになっていった。なかでも大きな反響を呼んだ「ウンデッド・ニー占拠事件」は、占拠解除後にAIMと連邦・FBIとの熾烈な「法廷抗争」に発展し、以後、州・連邦政府はAIMを反国家的犯罪集団とする、反AIMキャンペーンを強めていった。1973年から76年までに、AIMと関係のあるインディアン約300人が、オグララ族議長ウィルソンの私設暴力団と、FBIによって放火・銃撃され、少なくとも「67人が死亡」している。AIM狩りの先頭に立った州司法長官のウィリアム・ジャンクロー（インディアン少女への強姦と暴行で、AIMから提訴された）は、インディアンの運動を激しく批判した。
当時、1960年代のインディアンを取り巻く状況は、まさに民族消滅の危機に瀕するものだった。さまざまなインディアンの権利が剥奪され、数々の部族が絶滅認定されていた。ラッセル・ミーンズはメイフラワー号抗議行動の中で、自身たちを「絶滅寸前の種族」と呼称した。レッド・パワー運動はそうしたなかで起こるべくして起こった市民運動だった。

#### マーロン・ブランドとレッド・パワー運動
ハリウッド俳優のマーロン・ブランドは、AIM創設当時からこれを支援し、金銭的にも政治的にも援助したアメリカ人の一人である。ブランドは高額な映画出演報酬を要求することで有名だったが、これをインディアン権利団体の運営資金に提供することも多かった。また、「フィッシュ・イン抗議行動」など、様々な抗議運動でも行動をともにした。
最も影響が大きかったのは、1972年の「マーロン・ブランドのアカデミー賞辞退事件」であろう。これは出演した映画『ゴッドファーザー』でのアカデミー主演男優賞の授賞式に、「インディアン女性」を代理出席させ、インディアン問題に絡めた抗議声明をさせたというものである。ハリウッドでの、白人がでたらめなインディアンを演じてきたことを皮肉った「ニセモノにはニセモノを」とのブランドの思惑で、フィリピン系の女性がこの「インディアン女性」の役を演じたなどという様々な憶測が出回ったが、実際には、ネイティヴ・アメリカン（母はフランス人、ドイツ人、オランダ人の系統、父はホワイトマウンテン・アパッチとアリゾナのヨクイ族(Yaqui)とプエブロのネイティブ・アメリカンの系統）の「リトル・フェザー」（Sacheen Littlefeather）が登場しており、アメリカの映画作品内における人種差別問題、特にネイティブ・アメリカンの対する人種差別問題を提議した。ハリウッド界は大騒ぎとなり、これ以後、すでに減少していたハリウッド映画の「西部劇」から単純な悪役としてのインディアンは姿を消すことになり、事実上「西部劇」というジャンルを壊滅させてしまった。

#### 「ブライアン対イタスカ郡」裁判
このレッドパワーの高まりの中で起こった「ブライアン対イタスカ郡（Bryan v. Itasca County）」と呼ばれる法廷闘争は、以後のインディアンの権利に関して画期的な法的判断を引き出したことで歴史的評価を受けている。
1971年、ミネソタのリーチ保留地に住むオジブワ族のブライアン兄弟は、火災で家を無くしたため、移動型の住居を購入したが、間もなくイタスカ郡は彼らの住居に資産税として147.95ドルを請求した。しかしブライアン兄弟は、この住居が自治権を持ったインディアン保留地内にあることから納税の義務がないことを主張。これを受けて郡はミネソタ最高裁判所にブライアン兄弟の主張の無効を訴え、ブライアン兄弟側は保留地を挙げて控訴した。やがてこの件は合衆国最高裁判所に上告された。
1972年、最高裁判所はこの訴えに対し、満場一致でブライアン兄弟の勝訴とした。この判決は1953年に米国議会が認めた、ミネソタを含む6つの州での保留地での部族主権を基にしており、この部族の主権を確定した「ブライアン裁判」は、その後のインディアン権利問題すべてに影響する重要な判例（市民法280条）となった。これはのちに、インディアン・カジノ設立の法的根拠となり、その隆盛につながった。

#### NAACPとレッド・パワー運動
ネイティヴ・アメリカンだけでは解決できなかった、人種差別の解消と人権の確保に大きな貢献をしたのは、マーティン・ルーサー・キング牧師とNAACPの協力だった 。アフロアメリカンとネイティヴ・アメリカンの要求に妥協する形で、アメリカ政府は、やむなく1954年からのBIAの部族解体方針を打ち切り、メノミニー族、ピクォート族の復活を認めた。
後年の1970年代には、[上下両院議会で「保留地の解消」や、「インディアンの自治権剥奪」など反動的な法案が、共和党と民主党保守派の賛成で可決され、AIMのみならず、全米のインディアン部族の運動団体がワシントンDCに集まり、抗議行動が行われた年となった。
この抗議行動のなかで彼らが「最大の民族的危機のひとつ」として掲げたのが、「インディアンという名称の剥奪」だった。飢えたプリマス植民地の移民たちに食糧を与えて保護し、農業を教え、生存の手段を与えた「インディアン」も、リトルビッグホーンの戦いでカスター中佐と第7騎兵隊を破った栄光ある「インディアン」も、「アメリカ先住民（ネイティブ・アメリカン）」という名称へのすり替えによってその存在が無視され、「保留地」や「自治権」ともどもアメリカの歴史から抹消されていくという、民族浄化に対する危機である。こういった背景から同年、インディアン代表団は国連で「我々の民族名はインディアンである」と決議表明を行っている。

#### レッド・パワーによる主な抗議運動
- 1964年：「全米インディアン若者会議」による「フィッシュ・イン抗議行動」

ワシントン州でのインディアン固有の漁業権の剥奪法に抗議し、同州ヤカマ族の若者シド・ミルズ（Sid Mills）が、州内のあちこちでフィッシュ・イン（一斉に釣る）を指導し、座り込みを行った。運動はアシニボイン族のハンク・アダムスによって他州にも拡大された。アダムスはこの座り込みの際に警官隊に銃撃されて重傷を負ったが、命を取り留めた。
- 1967年：スー族による「バックスキン・カーテン社への抗議と、キング牧師の平和行進への参加」

ローズバッド保留地の、穏健派の部族会議議長ボブ・バーネット（Robert Barnett）と、伝統派メディスンマンのヘンリー・クロウドッグ（Henry Crow Dog）、ジョン・レイムディアーら21人の男女が写真家リチャード・アードス（Richard Erdoes）の支援を受けてニューヨークへ出向き、バックスキン・カーテン社に対し、同社が行っている保留地からの野生動物の毛皮の無許可の乱獲行為に抗議。同時にキング牧師の平和行進に参加、黒人の公民権運動団体と交流を行う。
- 1968年10月12日：「コロンブス・デー抗議」

サンフランシスコの「ベイエリア・アメリカインディアン問題評議会連合」が、イタリア系アメリカ人連盟主宰のコロンブス・デーを祝う祝典での寸劇で、コロンブス役の男性と打ち合わせ、彼のかつらを剥ぎ取ったもの。イタリア人連盟にはこのブラック・ジョークは通じず、警官隊が招集され、にらみ合いになった。
- 1969年11月9日：「アルカトラズ島占拠事件」

モホーク族のリチャード・オークス（Richard Oakes）、サンテ・スー族の著名な詩人ジョン・トルーデル（John Trudell）らを中心とする「全部族インディアン」を名乗る69人のインディアン青年達が、本来インディアンの土地であったサンフランシスコ沖のアルカトラズ島に上陸、土地の権利とインディアンに対する連邦政府による条約確認を要求。AIMのメンバーも支援要請を受けて参加した。彼らは1868年にアルカトラズ島の余剰地をインディアンに返還するという条約が合衆国政府との間で結ばれたのにもかかわらず未だに履行されていないと抗議してアルカトラズ島の領有を宣言し、インディアンの文化センターにするとして1年半にわたり島を占拠した。AIMのメンバー以外のインディアンや白人からも反響と共感を受け、一時は600人近くのインディアンが島にティピーを張るなどして移住した。しかし電気・水道を政府に止められ、人数が減っていき、1971年6月11日にFBIと武装警官が一斉上陸。強制退去が行われ、島に残っていた15人が逮捕された。リチャード・オークスは、翌年白人人種差別主義者に殺害された。
- 1970年：AIMによる「メイフラワー号抗議」

「ピルグリム・ファーザーズ上陸150周年記念の日」に、AIMのラッセル・ミーンズらがメイフラワー2世号に乗り込んで、マストにAIMの旗を掲げ、「プリマス・ロック」をトラック一台分の土砂で埋めて抗議したもの。
- 1970年：「オーガスタナ大学占拠」

サウスダコタ州の同大学が、インディアン学生のための援助金を不正に横領していることにインディアン学生達が抗議。AIMも援助依頼を受けた。
- 1971年：「サンフランシスコ旧米軍基地占拠」

朝鮮戦争の際に、米軍が強制没収しミサイル通信基地としたインディアンの土地が放棄されていたものを、インディアンたちが教育施設建設を目的に返還要求したもの。市教育庁の不当裁定を覆し、初のインディアン完全自治による短期大学「デガナウィダ＝ケツァルコアトル大学」がここに創設された。
- 1971年：「ミルウォーキー沿岸警備隊基地占拠」、「ミネアポリス沿岸警備隊基地占拠」、「ハリウッド映画の不当なインディアン像に対する抗議運動」
- 1971年8月：スー族AIMによる「ラシュモア山占拠」

8月24日、米国政府が「第二次大戦が終われば返す」として軍用地として接収したスー族の土地200万エーカーを、約束を反故にして返さず、国立公園に組み入れようとしていることに抗議し、3人のスー族女性が大統領の顔の彫られたラシュモア山で座り込み抗議したもの。スー族AIMのリー・ブライトマンらがこれに支援参加し、スー族の土地から不法に米国政府が伐採した木材資源の総額支払い要求を含め、ブラックヒルズのスー族所有の確認を求めて、数ヶ月にわたりこれを占拠した。
- 1971年：AIMによるアリゾナ州での「独立記念日抗議行動」と「5マイル行進」

フラッグスタッフ市警察がパウワウの開催にかこつけて、300人ばかりのインディアン達を不当に無差別逮捕し、社会奉仕義務として独立記念日の祭典の後の清掃をさせていた慣習に対し、ホピ族、ナバホ族、プエブロ諸族の援護依頼を受けたAIMが抗議を行い、チカーノ運動とも共同してこの制度を廃止させた。さらに同州のアホ市で、白人に銃撃されたインディアン少年フィリップ・サレホの捜査を要求し、5マイルの抗議行進を行った。
- 1972年3月6日：AIMによる「イエロー・サンダー殺害事件抗議行進」

2月にパインリッジ保留地でオグララ族男性イエロー・サンダーを面白半分に殺した白人グループの逮捕と捜査のやり直し、インディアンに対する法的保護を要求し、1万6千人のインディアンが集結。ネブラスカ州ゴードン市市庁舎まで、約1千人が太鼓を叩き、星条旗を逆さに掲げ、伝統衣装で抗議行進を行った。ゴードンの白人達は、「西部劇」のようなインディアン達のいでたちにおびえ、恐慌状態となった。
- 1972年4月：AIMによる「オジブワ族漁業・狩猟権確認抗議」

オジブワ族の許可証なしに白人が保留地内で狩りや釣りをしていることに対する総勢200人による州自然資源局への抗議。
- 1972年11月2日：AIMによる、サンフランシスコからワシントンDCまでの「破られた条約の旅」と、「BIAビル占拠事件」

AIMは、10月3日、大統領選挙日に合わせて、ロサンゼルス、シアトル、サンフランシスコの三地点からワシントンDCに向け、200部族1500人からなるインディアンによる自動車キャラバン隊による抗議行進を行い、11月2日にワシントンDCに到着。しかし、アメリカ内務省は彼らの受け入れを拒絶し、宿がなかったため、なりゆきで4000人に上るインディアン男女がBIA（Bureau of Indian Affairs、インディアン管理局）本部ビルに泊り込み、11月7日までの一週間にわたりバリケード占拠。警官隊の包囲の中、連邦政府に対し、20項目の要求を行った。
主な項目は、「1869年のララミー条約に対する条約不履行の連邦政府による確認」、「アラスカインディアン部族から取り上げた400万エーカーの土地の返還」、「アラスカ以外のインディアン部族の総計1億エーカーの土地の返還」、「ワシントン議会での発言機会」、「メノミニー族とクラマス族の廃絶法案の撤回」、「オクラホマの絶滅認定された部族の再建」、「BIAの廃止」、「インディアンの宗教の保護」、「部族への統治権の返還」、「1950年代から実施されているインディアン根絶政策の撤回」などである。この20項目の要求は、のちにAIMの基本綱領となった。また、AIMはBIA本部から、多数の部族議会とBIAの癒着、汚職の証拠書類を押収し、明るみに出した。
- 1972年：UAINEによる「メイフラワー号抗議」

ユナイテッド・アメリカ・インディアン・オブ・ニューイングランド（UAINE）のメンバーがピルグリムファーザーズの感謝祭に抗議し、メイフラワー2世号（Mayflower II）のイギリスの国旗をインディアン部族の旗にすり替えた事件。
- 1973年2月27日：AIMのメンバーによる「ウンデット・ニー占拠」

内務省BIA（インディアン管理局）の改革や保留地の実態調査などを要求して、AIMのメンバーがウンデッド・ニーを71日間に渡って武装占拠。FBI、州警察、軍、BIAとの戦闘が起き、インディアン側に二人の死者が出た。指導者のひとり、スー族の「OSCRO（オグララ・スー権利組織）」の運動家ペドロ・ビソネット（Pedro Bissonette）は、12月にBIAによって射殺された。ラッセル・ミーンズはBIAに背中から肝臓を打ち抜かれ重傷を負った。また、AIMのレナード・ペルティエ（Leonard Peltier）は終身刑となり、無実が証明された今も投獄されている。
- 1974年：カナダインディアンによる「トノラ・パーク占拠」

カナダ政府に対する、カナダインディアンの権利回復抗議行動。AIMも支援要請を受け、占拠に参加。
- 1975年1月1日：メノミニー族による「元修道院占拠」

メノミニー族戦士団が、部族から没収された土地と医療施設の代償に、ウィスコンシン州グレシャムの廃修道院の明け渡しを政府に要求。砦となった修道院に35日間立てこもり、州は軍を派遣し膠着状態となった。AIMも参加。仲介交渉人として、俳優のマーロン・ブランドも篭城に加わった。
- 1978年2月11日：「ロンゲスト・ウォーク」

BIA（インディアン管理局）によるインディアンの土地の開発に抗議して、サンフランシスコのアルカトラズ島からワシントンに向けて、400人以上のインディアン、白人、黒人、アジア人、日本人が4828キロ（3,000マイル）を行進したもの。インディアン達は、ホワイトハウスの門前にティピーを建てた。ロンゲスト・ウォークは、「涙の旅路」などのインディアン強制移住の苦難を再現したものであり、デニス・バンクスが、ジム・ソープの業績を記念し、平和的な抗議行動として発案したもの。ジム・ソープの子供達も参加した。以後、現在まで毎年行われている。

#### レッド・パワー以後の抗議運動
- 1983年：ブラックヒルズの聖地ベアビュート（Bear Butte）の観光開発に反対するラコタ族の訴訟。
- 1985年：オーロネ族の「部族の共同墓地破壊に対する抗議」

サンフランシスコのベイエリアにある、「ミッション・インディアン」のムウェクマ・オーロネ族の先祖代々の墓地が破壊され、ショッピング・センターの建設工事が行われたことに対する抗議。オーロネ族は「絶滅部族」であるからこれは「遺跡の発掘」なのであり、「墓暴き」には当たらない、というのが白人側の言い分である。女性首長ローズマリー・キャンブラ（Rosemary Cambra）は怒りのあまり、TVが生中継するなか発掘現場で人類学者ウィリアム・ループをシャベルで殴り傷を負わせて逮捕され、看護士資格を剥奪されて夫と職を失った。1万体のオーロネ族の骨は部族の猛抗議を無視してカリフォルニア大学バークレー校のハースト人類学博物館のインディアン遺骨コレクションに加えられた。遺骨返還を巡っては、現在も係争中である。
- 1990年7月11日：モホーク族による「オカの衝突」

ケベックのモホーク族が、彼らの土地オカの、1960年代からの白人によるゴルフリゾート開発に抗議し、一帯を78日間、バリケード封鎖したもの。州軍との衝突となり、死傷者を出した。
- 1992年7月16日：セネカ族による「課税反対抗議」

ニューヨーク州のセネカ族が、彼らが販売している煙草とガソリンに、州政府が条約を反故にして課税を行うと決定し、それまでの「未払い分」5000万ドルを要求したことに抗議し、カッタランガス保留地を通る国道438号線一帯を数日に渡り封鎖。州警察部隊と乱闘になり、双方に多数の負傷者を出したもの。セネカ族は「どうしても課税するなら、我々から奪った土地を返せ」と主張。州は条約違反の課税要求を取り下げた。
- 2006年：西ショーショーニー族による、「地下核実験に対する国連提訴」

ウィンドリバー・ショーショーニー族と南西部の周辺部族、AIMらは、西ショーショーニー族のネバダの保留地での、国防総省による相次ぐ地下核実験の強行、ユッカ・マウンテンでの高レベル放射性廃棄物貯蔵所の建設、またこれらに伴う放射能被害に対し、ユタ・ネバダ州議会を巻き込んで長年にわたり抗議を行ってきたが、ついにウィンドリバー・ショーショーニー族は特使派遣団をスイスの国連本部に送り、これらの問題をCERD（国連人種差別除去委員会）に提訴した。3月10日、国連はアメリカ政府に対し、西ショーショーニー族に対する逆告訴と圧迫を「ただちに止める」よう通告した。これを受け、米国政府は6月2日に予定していた700トン級の核爆発実験を中止した。
- 2007年10月5日：「NANC」による、「カリフォルニア大学への遺骨返還提訴」

インディアンに保証された連邦法、「NAGPRA（アメリカ先住民の墓の保護と部族への送還条例）」に基づき、カリフォルニア大学バークレー校ハースト人類学博物館によってさまざまな部族から収奪された、1万3000点以上の遺品と遺骨の返還を求めた、NANC（アメリカ先住民NAGPRA連合）の一斉提訴と大学への抗議デモ。
- 2007年10月7日：AIMによる「コロンブス・デー・パレードに対する抗議」

コロラド州デンバーが開催する「コロンブス上陸記念日のパレード」へのAIMデンバー支局の抗議行進。ラッセル・ミーンズら83人が逮捕された。
- 2008年11月25日：西ショーショーニー族による「コルテスヒルズ開発計画に対する差し止め提訴」

ブッシュ政権が認可した、バーリック・ゴールド社による北東ネバダのショーショーニー族保留地内での金鉱他の鉱山開発（2009年1月より予定）に対する、西ショーショーニー族サウスフォーク・バンド、チムビシャ・ショーショーニー族、NGO「グレート・ベイスン資源監視団」による連邦裁判所への永久即時差し止め提訴。開発予定地は同部族の聖地テナボ山にあり、広さ900エーカー、深さ2,000フィートの露天掘りの穴によって聖山は消滅し、15億7700万トンの岩石、5300万トンの残りかす、1億1200万トンの廃棄濾過資材で一帯は埋め尽くされると試算されている。12月1日、連邦裁判所は公聴会までの計画停止と、差し止め要求の却下を行った。

#### 反インディアン・マスコット運動
アメリカでは近年になって「人種差別である」とインディアン団体の抗議を受けるまで、大学や高校などがスポーツチームのマスコットにインディアンのキャラクターを採用することも珍しくなかった。プロスポーツ界でのインディアンをテーマにしたチーム名の使用は広く知られており、例えばクリーブランド・インディアンズのワフー酋長(Chief Wahoo)や、ワシントン・レッドスキンズなどがあるが、こういった「侮辱的なカリカチュア」は現在、インディアン権利団体にとって最も活発な抗議対象のひとつになっている。
最も初期の事例では、1970年の「スタンフォード大学でのマスコット抗議」がある。スタンフォード大学のフットボールチーム「インディアンズ」の、でたらめな衣装や踊りで応援するインディアン・マスコットの廃止を、同大学のインディアン学生達が申し入れたもので、リチャード・ライマン総長がこれを受け入れたために、白人の大学関係者側からは「なぜ廃止するんだ」と轟々たる非難が集まる論争となり、以後、こういった冒涜的なスポーツ・マスコットに対する廃止要求は全米に広がっていく嚆矢となった。ライマン総長はのちにこう語っている。「ブルドッグか虎のように、特定の少数民族すべてをマスコットにする権利が、我々のどこにあるだろうか？」
2005年8月、こうした「反インディアン・マスコット運動」の高まりを受け、全米大学体育協会 (NCAA)は、「敵意を持ち虐待的」に表現されたインディアンのマスコットの使用を、ポストシーズンのトーナメント以降禁止した。
これと併せて、「インディアンズ」や「ブレーブス」といったプロ野球チームで、白人の応援団による「羽飾りをつけ、太鼓を叩き、手斧型の応援バットを振り回す（手斧を振り回すような風俗はそもそもインディアンにはない）」といった応援が行われていることに対し、「侮辱的なカリカチュアである」として、1980年代からインディアン団体が猛抗議を続けている。
一方、ユタ州の「ユタ大学」はNCAAの決定を不服として、同大学の「ユテ族（UTE）」、「走るユテ族（Running Ute）」のチーム名を商標登録し、その見返りにユテ族学生に対し奨学金を支払うと約束した。しかし、同大学がこれを守らず、奨学金を払っていないとして、2008年、ユテ族学生たちが同大学内でデモ行進をするなど、抗議運動が高まりつつある。
スー族はノースダコタ州のノースダコタ大学ダートマス校のアイスホッケーチーム「戦うスー族（Fighting Sioux）」の名称撤廃を求めて、同大のスー族学生を中心に30年来の抗議運動を展開しているが、同校は2000年にこれを「伝統的な名である」として拒否し、全スー族と州をあげた大論争となっている。テキサス大学オースティン校のジャーナリズム教授ロバート・ジェンセンは、2003年にノースダコタ大で行った数多くの批判演説のなかで、「“野蛮人”トーマス・ジェファーソンやフランクリン・ルーズベルトこそが“戦うスー族”なのです。仮に第二次大戦でナチがアメリカに勝った世界があったとして、“戦うユダヤ人”というマスコット名が生まれ、伝統に従って存続しているとしたらどうでしょうか」とこれに抗議している。同チームのデタラメなインディアンマスコット類は一掃され、オジブワ族のデザイナー、ベネット・ブライアンによるロゴに置き換えられた。

## 現状
現在では一定の保護政策とそれによる社会保障制度が取られているが、いったん破壊された民族アイデンティティの修復は難しく、生きる目的を喪失してアルコール飲料やギャンブルに耽溺するケースが見られるなど、深刻な社会崩壊現象も見られる。中には伝統文化を見世物とし、観光化して生活の糧を得る人も見られ、米国地域社会に溶け込んで生活する人もあるが、その一方でインディアン居留地の中で白人・欧米社会から断絶して暮らす人もある。伝統文化を守る人たちもいるが、その多くは不毛の地、極貧地域で、政府からの補助金が出るため、勤労意欲も削がれるなど、今日的な問題を抱えている。このように、長い差別と民族衝突の歴史が、双方の間に溝を残している部分も根強く、関係修復は簡単ではない。
現代社会では、インディアンの社会的平等の実現が難しいといわれている。政府の政策や少ない開発資金では健康医療や教育などの点で生活の質を十分に向上させにくいのが現状である。特に居留地内では深刻な問題である。例えば、スー族が住むサウスダコタ州のパインリッジ居留地（Pine Ridge Indian Reservation）は他の居留地よりも貧しい。この居留地に住むスー族の収入は平均的なアメリカ人の3分の1（1999年の平均年収は3800ドル）、失業率は3倍の85%であり、住民の97%が連邦政府の定める貧困線よりも下の生活水準にある。多くの家族は上下水道、電気、電話のない生活をしており、平均寿命は男性47歳、女性50歳代前半と、西半球で最低の水準にある。2002年度の居留地における農業の総生産高は3300万ドルと推定されているが、実際の部族の収入となったのはその3分の1以下であるという。
こうした貧困の中、未成年の自殺者の割合はアメリカ国家平均の3倍を超えており、多くの保留地は10倍に上っている。ここ数年内でも、ブラックフット族の少女（当時18歳）が学校での飲酒を責められ、優等生だったにも拘らず、モンタナ州の保留地で精神安定剤を多量摂取して自殺した。アイダホ州のフォートホール保留地の16歳の少年は、郡刑務所で首吊り自殺をしたが、ちょうど2日前に彼はロバート・F・ケネディ上院議員と保留地に関する状況について話し合ったばかりだった。麻薬を常用したり、ギャングに憧れる若者もおり、こうした厳しい状況の中でインディアン達は自分達で何とかこうした問題に取り組もうとしている。
インディアン・カジノ経営のほか、観光や製造業などに進出している部族もあるが、ユタ州のゴシュート族のように、保留地を放射性廃棄物や生物兵器工場などの、産業とは名ばかりの汚染物質最終処分場にされている部族も多い。カリフォルニア州の繁栄は、上流の部族の水源を奪って実現している。セネカ族やマンダン族の保留地の大半は、ダム建設で沈められた。ウィンドリバー・ショーショーニー族の保留地は地下核実験場にされ、国連に提訴する事態にもなっている。ほとんどの保留地が産業を持てず、なし崩しにこういった負の遺産を受け入れさせられている。
ハリウッド映画「ラスト・オブ・モヒカン」（1992年）の撮影現場で、インディアンがどう扱われていたか、出演したラッセル・ミーンズはこう報告している。「我々は撮影中、まるでモヒカンの村は“映画に出てくる（ステレオタイプの）アフリカの村”だな、と言い合った。ノースカロライナのロケ地に900人以上のインディアン・エキストラが集められ、山奥のボーイスカウト宿舎に泊まらされた。ここで我々は2人部屋に8人ずつ詰め込まれ、さながら強制収容所だった。インディアンの出番は主に夜だったので、夏の盛りに日中いっぱい、われわれは猛暑と湿気を耐えねばならなかった。医者は撮影で出払っていて見当たらず、我々は出歩くことも禁じられた。白人スタッフがストライキを始め、続いて我々インディアン・エキストラもストに入った…」

### インディアンと飲酒
メキシコと、国境付近の一部の部族を除けば、インディアンには酒造の文化がなく、飲酒をコントロールすることができない。このため、彼らには飲酒のペースといったものがなく、一壜あれば、一壜を一気に飲み干して泥酔してしまう。かつて白人が、彼らと不平等な条約を結ぶ際、多量のウィスキーを持ち込んだことはよく知られた事実である。こうした人々が保留地で自活の道を絶たれ、アルコール依存症となるのは、エスキモーやアボリジニなど他国の先住民にも見られる問題である。完全禁酒を掲げる部族自治区も多い。
アルコールは、インディアンにとって永らく失業に伴う暇つぶしであり、また白人にとってインディアンに対する政治的圧力の手段だった。アメリカ版「タイム」誌は、ある中西部の保留地の、4,600人の成人のうち、男性21%、女性44%が、3年間に少なくとも一回、酩酊の理由で逮捕されたとし、多くの保留地では、インディアン達が外の街で酔っ払って、家へ戻る途中に自動車事故で死なないようにと、保留地でバーや酒店を開けるようにしていると報告している。
「NIYC（全米インディアン若者会議）」副議長を務めたポンカ族のビル・ペンソニューが、1969年2月24日に、上院インディアン教育小委員会の前で述べた証言のなかの以下の一節は、アルコールの問題についての議論の際に、よく引き合いに出される一文である。
「我々はワインにひたすら没頭する。なぜなら、酔いつぶれているときだけが、唯一我々インディアンが自由な時だからだ。」
また、映画やドラマでのネイティブ・アメリカ人はアルコール依存症などのステレオタイプの一つとして指摘される。

### 連邦政府の承認
アメリカ合衆国には563の連邦承認部族政府（インディアン・テリトリー）が存在する。合衆国はこれらの部族の自治政府および、部族の主権と自決権を条約上で明記し認めている。これは、19世紀に推し進められた条約交渉の中で、強制移住をからめての保留地への定住と引き換えに連邦が出した条件である。各保留地は、アメリカ内務省所轄のBIA（インディアン管理局）の管理下にあり、これらの自治政府は、それぞれの保留地に置かれたBIA直轄の保留地事務所の監督下にある。
部族政府（部族議会）は「部族領地内での立法、課税、住民権や免許の認可など、自治政府の部族の力の制限は州への制限と等しく、例えば、交戦権、外交関係の締結、硬貨や紙幣の製造などを含む」として、しばしば「インディアン保留地は独立国家に等しい力を持つ」などと表現されるが、これには注意が必要である。
なぜなら、部族議会の決定はBIAの承認もしくは影響なしには行えないものであり、ほとんどの部族議会は連邦の傀儡として腐敗している。部族の行事といったものは、強弱の差こそあれ、必ず保留地管理官たちの監視下にある。自治権とは言っても、カナダの先住民のように一定の裁判権を持つわけでもなく、主権のひとつとしてよく例に挙げられる部族警察も、あくまで州警察の補助的権限しか持っていない。保留地で罪を犯した部族員は、州当局によって裁かれるのである。後述の「インディアン・カジノ」でも、カジノを持ちたい部族が連邦の許可をとりつけても州の許可が下りず、実現できないでいる例は多い。インディアンは、連邦と州の双方から縛られている。自主独立の強さで知られるイロコイ連邦の一部は、この部族議会を置いていない。つまり連邦からの金銭的な援助をいっさい断つことで、連邦が干渉できない自治力を維持しているのである。
また、州政府に承認されているものの連邦政府に承認されていない多くの部族が存在する。インディアナ州のマイアミ族などは連邦政府の承認を拒絶し続けている。長年にわたりBIAから承認要求を拒否され続けてきたカリフォルニア州北部のオーロネ族（Ohlone）などは、他部族による1969年の「アルカトラズ島占拠事件」に不快感を示し、しかもこのときにニクソン大統領から、アルカトラズ島を部族の保留地として「提供」を持ちかけられて、これを侮辱として断ってさえいる。
現在もアメリカ東部の小さな部族の多くが、公式な承認を得ようとしている。連邦による「インディアン部族」としての承認は、部族に年金が支給されるようになるなど、現実的な利益を生む。しかし部族としての承認を得る過程で満たされなければならない多くの不条理な規則があるため、きわめて困難である。部族集団として承認されるためには、部族の家系の広範囲に及ぶ系譜上の証明を提出しなければならないが、これまで多くのインディアン部族は、多くの権利を剥奪されていたため、遺産の相続を拒絶していたのである。また、メキシコ国境をまたぐパパゴ族（トホノ＝オ・オダム族）は、アメリカからもメキシコからも部族認可を拒まれ、現在「インディアン部族界の孤児」と呼ばれる状況に陥っている。
バージニア州では、インディアンは異様な問題に直面している。バージニア州には連邦承認部族が存在しないが、それはひとえに州の人口動態統計局の記録係を1912年から1946年まで務めたウォルター・アシュビー・プレッカー(Walter Ashby Plecker)によるところが大きい。プレッカーは優生学を信奉する白人至上主義者であり、州内のインディアンはアフリカ系アメリカ人と混交しつつあると信じていた。「白人」と「有色」のただ二つの人種だけを承認するという法律が州議会で可決され、プレッカーは自治体政府にすべての州のインディアンを「有色」として再分類するよう圧力をかけ、バージニア州に居住するインディアンの記録の大々的な破壊を引き起こした。連邦による部族の承認と、それが生み出す利益を受けるためには、個々の部族は1900年以降の部族の継続的な存在を示す必要があるが、連邦政府は、プレッカーによる記録の破壊を知りながらこのお役所的な要件をこれまで曲げようとはしなかった。
現在、この要件を緩和する法案が、バージニア州選出のジム・ウェブ（Jim Webb）およびジョン・ウォーナー上院議員に支持され、上院の主要な委員会に好意的に報告されている。しかし下院ではバージニア州のヴァージル・グッド（Virgil Goode）議員が、連邦の承認はインディアン・カジノ設立につながり、州内のギャンブルの促進に繋がるとして、この法案に反対する。
2007年12月、ラコタ・スー族は、“アメリカ合衆国政府は独立地域であることを保障する条約を締結以来150年にわたって遵守していない、我らの忍耐はもはや限界に達した”として、条約の破棄とアメリカ合衆国からの独立を宣言。独立国家ラコタ共和国であることの承認を求める書簡をボリビア、ベネズエラ、チリ、南アフリカ共和国などに送付すると共に国務省にも宣言書を提出した。現在、国づくりの方向性を巡っては、部族は二派に分裂している。「文化」の項でも上述したように、平原部族である彼らの文化は部族全体を統括するような指導者はおらず、個人主義に基づく合議制だからである。

### 連邦政府の部族認定解除
これまで、条約交渉の窓口であるはずのBIA（インディアン管理局）は条約を無視し、ドーズ法を盾に保留地を削減し、インディアンにアメリカ文化を受容させるべく、インディアン寄宿学校などといった施政で強制的に同化政策を押し進めてきた。1887年に1億3800万エーカーあったインディアンの保留地（Reservation）は、次々にBIAによって「保留（Reserve）を解消」されて、現在では総計5500万エーカーまで削減されてしまった。また、20世紀初頭から連邦政府は「血が薄まった」ことを理由に多数の部族を絶滅認定し、条約交渉を打ち切る「絶滅政策」を採ってきた。
こうして1954年から1966年までの間に、全米で100以上の部族が「絶滅部族」として「解散」させられた。連邦政府・BIAがあるインディアン部族を「絶滅指定」すると、おもに次のような事態となる。
1）保留地の「保留」が解消され、部族民は部族固有の土地に対する権利をすべて没収される。部族の土地に密着して農業や事業を行っていた部族民は、一夜にして根なし草となり、都市部へ下働きに出ざるを得なくなる。
2）BIAの義務である、部族に対する年金支給が打ち切られる。インディアンに多く見られる母子家庭はただちに路頭に迷う。
3）BIAの義務である、部族民に対する健康保健や、文化活動への援助などの福利厚生サービスがすべて打ち切られる。部族の伝統を教える「部族学校」は教育費援助を打ち切られ、土地の没収とともに閉鎖される。
この部族認定解除の方針に対し、1960年代からレッド・パワーとともに散り散りになった部族員を再結集して、連邦に部族の再認定を迫る動きが盛んになった。ニクソン政権下でひとまずこの部族解消方針は打ち切られ、メノミニー族、ピクォート族が復活した。しかし、ニクソン失脚後の議会は再び「絶滅政策」を打ち出し、これ以外の部族は現在も、アメリカ内務省を相手に頻繁な訴訟を伴う再認定交渉を強いられている。
この再認定要求の流れとして、混血度の高い部族ほど、「何分の一までの混血なら部族員とみなす」と部族独自の混血度の規定を設け、規定を緩めて再結集しようとする傾向があり、ふた桁以上の混血度でも正部族員と認める部族もある。（この規定でいけば、16分の1チェロキー族の血を引いているビル・クリントンも正式なインディアンということになる）年々この要求は広がりつつあり、連邦側も対応に苦慮している。とはいえ、混血と同化を押し付けてきたのは連邦政府のほうである。
20世紀には「インディアンのバスティーユ監獄」と表現されたBIAであるが、2000年に副局長に就任したポーニー族のケビン・ガバー（Kevin Gover）局長が「同化政策」に対する「歴史的な謝罪」を行い、その施政は軟化しつつある。その一方、2000年7月、ワシントン州の共和党は、部族政府を廃止する決議を採択した。2004年現在、未だにインディアンの所有地から石炭やウランが盗まれているという事態が申し立てられている。アメリカ行政管理予算庁による1972年の研究では、連邦政府による1000項目の対インディアン支援プログラムのうち、部族に役立っているものはわずか78項目だけであるとの報告がなされている。

### 貧困問題
2013年、日本大学の武井 勲は、絶対貧困率・相対貧困率ともに白人の水準を大きく上回る分析結果を発表しており、ネイティブアメリカンというステータスが貧困に密接に結びついていると示唆した。またこれによる自殺率も高いといわれる。

### インディアン・カジノ
カジノ事業は現代を生きるインディアン部族にとっての主要な経済収入のひとつで、部族が運営する「インディアン・カジノ」は、「現代のバッファロー」ともといわれ、インディアンの重要な産業となっている。保留地が狭い不毛の地である部族には、カジノが唯一の収入源である場合も多い。
1979年12月14日、セミノール族はフロリダ州ハリウッドの保留地で、高額賭率のビンゴ場を開設した。フロリダ州は即座にこれを停止させようとし、部族と州はカジノ経営の是非を巡って法廷闘争となった。この歴史的な係争は「フロリダ・セミノール族対バターワース」裁判と呼ばれている。1981年、連邦最高裁判所はセミノール族のビンゴ場経営の権利を支持する判決を下した。1987年にはカリフォルニアの「ミッション・インディアン」のカバゾン・バンドが高額賭率ビンゴ場を開設。その差し止めを要求する州と法廷闘争となった。米国最高裁判所は「市民法280条（「ブライアン対イタスカ郡」裁判）」を基に、インディアン部族による賭博の開催は連邦と州の管轄外であり、カリフォルニア州にそれを罰することはできないと裁決を下した。
1988年、連邦議会は、インディアンの賭博場経営と規制に関する「インディアン賭博規定法令（IGRA）」を通過させた。これは、連邦政府によって認識された部族が（つまり、「絶滅認定」された部族はカジノ運営できない）州との交渉を経て、アメリカ国の規定内および室内で行うことを前提としている。言い換えれば、州がこれを禁止した場合、インディアンはカジノ設営ができないということでもある。
この条例の制定にあたり、インディアン・カジノ運営の審査と認可業務に当たらせるべく連邦は「全米インディアン賭博委員会（NIGC）」を設立。インディアン側もインディアンのカジノによる自給自足と福利厚生を保護すべく「全米インディアン賭博協会（NGIA）」を設立した。
1992年、コネチカット州のマシャンタケット・ピクォート族が「フォックスウッズ・カジノ・リゾート」をオープンし、さらにダコタ・スー族が「ミスティック・レイク・カジノ」を開き大きな利益を得て大成功。他の部族もギャンブル事業に乗り出し、現在、アメリカにインディアンが運営するカジノは377ヶ所あり、ほとんどの州にインディアン・カジノが開設され、アパッチ族やチョクトー族、オナイダ族、チペワ族（オジブワ族）など連邦政府が認定する562の部族がギャンブル事業を運営している。これらインディアン・カジノの年間総収入は約1兆6500億円に達している。かれらのカジノのほとんどは都市圏から離れた場所にあるが、遠距離であるにもかかわらず来客数は年次増大しており、保留地全体を潤す効果も甚大である。
1990年代に入ると、マサチューセッツやオレゴンをはじめ各地の州議会で「賭博は教育・道徳的に許されない」との理由からインディアン・カジノの運営禁止決議が相次いでいる。しかし、インディアン・カジノの収入の多くは「没収された土地の買い戻し」や「道路の舗装・整備」、「部族の医療や教育、居住」などの資金など、インディアンの福利厚生に使われているものであり、州とインディアン部族のカジノを巡る係争は年次拡大している。
そもそもインディアンの衣食住の権利を詐取してきた白人が「道徳」を理由にカジノを禁止するのは理不尽ではないかとの内外の批判も多く、またインディアン・カジノが自治体にもたらす税収は莫大なものであり、また非インディアンの雇用をも生み出す一大事業ともなっている。
一方、カジノ経営をする部族の中には十分な収入が得られないものもあり、カジノの設立や運営を仲介する白人企業に支払う手数料も高額にのぼるなど、ギャンブルの経済効果を疑問視する声もある。伝統的に自給自足度の高い定住農耕民であるホピ族はカジノ事業を敬遠し、また有名な観光地を持つナバホ族は2度の住民投票でカジノ建設を否決してきた。カジノに頼らざるを得ない弱小の部族とは状況が異なる。

## 著名人
インディアン、及びハーフの著名人
- バフィ・セント・メリー
- シェール
- ロボ
- レッドボーン
- ジミ・ヘンドリクス ：ハーフのロックギタリスト
- マリア・トールチーフ ：バレリーナ
- カリーナ・ロンバード ：女優

## その他

### ネイティブ・アメリカンを題材とした作品
- トム・ソーヤーの冒険 The Adventures of Tom Sawyer (1876)
- モヒカン族の最後 The Last of the Mohicans (1920)
- キートンの白人酋長（英語版）（キートンの酋長、キートンのハッタリ酋長）（1921）[34]
- 折れた矢 Broken Arrow (1950)
- ジェロニモ  I Killed Geronimo (1950)
- 燃える平原児 Flaming Star (1960)
- アパッチ Winnetou Apache Gold (1964)
- シャイアン Cheyenne Autumn (1964)
- ソルジャーブルー Soldier Blue (1970)
- 小さな巨人 Little Big Man (1970)
- 大草原の小さな家 Little house on the Prairie (1974~1982)
- パウワウ・ハイウェイ Powwow Highway (1988)
- ヤングガン Young Guns (1988)
- レネゲイズ Renegades (1989)
- ダンス・ウィズ・ウルブズ Dances with Wolves (1990)
- サンダーハート Thunderheart (1992)
- ラスト・オブ・モヒカン The Last of the Mohicans (1992)
- ジェロニモ Geronimo (1994)
- 心の指紋 The Sunchaser (1996)
- ブレイブ The Brave (1997)
- スモーク・シグナルズ Smoke Signals (1999)
- エッジ・オブ・アメリカ Edge of America (2003)
- ウインド・リバー Wind River (2017)

### ネイティブ・アメリカンの部族名をもつ兵器
アメリカ・インディアンの各部族はどれも勇猛で知られたため、アメリカで開発された兵器（特にヘリコプター）のペットネームとしてよく使われている。
- UH-1：ペットネームはイロコイ族から
- CH-47 ：ペットネームはチヌーク族から
- AH-56：ペットネームはシャイアン族から
- OH-58：ペットネームはカイオワ族から
- UH-60：ペットネームはソーク族の酋長「黒い鷹」（en:Black Hawk (Sauk leader)）から
- AH-64：ペットネームはアパッチ族から
- RAH-66：ペットネームはコマンチ族から
- プエブロ (環境調査艦)：艦名はプエブロ族から

### 原語表記
1. ↑  仏: berdache
2. ↑  オジブウェー語ラテン翻字: niizh manidoowag
3. ↑  英: Children Learn What They Live
4. ↑  英: Corn Maiden
5. ↑  英: Corn Mother
6. ↑  英: National Shrine of the North American Martyrs
7. ↑  英: Mathew King、Noble Redman
8. ↑  英: Kill the Indian to save the Man.